# Brașov
Kronstadt est le nom allemand de la ville, mais aussi le nom d'une ville de Russie et d'une ville dans l'État libre d'Orange, en Afrique du Sud.
Brașov (/braˈʃov/  ; en allemand : Kronstadt, « ville de la couronne » ; dialecte saxon de Transylvanie: Kruhnen ; en hongrois : Brassó) est une ville du centre de la Roumanie, à la courbure des Carpates, ayant le statut de municipe (capitale administrative locale). Elle est le chef-lieu du județ de Brașov.
Elle se situe dans le pays de la Bârsa, région historique de la Transylvanie, et s’étend autour de la colline Tâmpa. Les fortifications en bois datant du début du XIe siècle, sous le règne d’Étienne Ier de Hongrie, ont été concédées avec le fief de la Bârsa par son successeur André II de Hongrie en 1211 à l’ordre Teutonique ; avec l’ordre de bâtir en échange un ensemble de fortifications puissantes afin de limiter l’effet destructeur des invasions mongoles et tatares venues de la steppe pontique (actuelle Ukraine). Après ces invasions, l’Ordre teutonique se déplaça au nord de l’Europe, mais une bourgeoisie marchande d'origine allemande afflua au XIIIe siècle — saxonne ou germanophone — qui fit de Brașov un carrefour commercial aux portes de l’Orient grec puis turc et de la principauté roumaine voisine, la Valachie. Jusqu’au début du XXe siècle, Brașov eut une population germanophone majoritaire, et roumaine minoritaire.
En 2011, d’après le recensement officiel, la population était de 253 200 habitants pour la ville elle-même et de 549 217 pour le județ de Brașov. La ville est devenue un centre touristique important et la plus grande station de ski de l’Europe de l'Est. C'est aussi un centre industriel important avec notamment une industrie aéronautique.

## Toponymie
Les noms roumain Brașov et hongrois Brassó sont mentionnés dans les documents en latin du début du deuxième millénaire sous les formes de Barasu et Brasu. Ces mêmes documents mentionnent aussi le nom latin de Corona, équivalent latin de Kronstadt. Kronstadt évoque probablement la donation royale de la cité à l’ordre Teutonique par André II. Barasu et Brasu sont probablement issus du mot Bârsă désignant en ancien roumain un berceau (latin bercium), pièce (jadis en bois) qui lie entre elles les deux parties d’un soc de charrue (la cormana soulevant la terre et le pied ou plaz). Ce nom, Bârsa (quelquefois Bărsa) désigne aussi une rivière, mentionnée en 1360 sous le nom de fluvium Brassou, et la région historique environnante. Brașov serait donc la « ville du berceau » en roumain.
De l’étymologie latine bercium, l’emprunt en vieux-slave a pu évoluer en Braša : Dragoș Moldoveanu souligne que le sud de la Transylvanie et la région de Brașov ont appartenu aux Bulgares du Danube avant le IXe siècle), puis en hongrois Barca (lire « Bartsa » : la région est devenue hongroise au XIe siècle) et en allemand Burzen : le nom de la ville découlerait alors de Braša. D'autres auteurs supposent que Braša découle de Bratoslav (« glorieuse fraternité » en slave).
Il existe également des étymologies légendaires. L’une met en scène le roi Salomon de Hongrie qui « couronne un sapin » (comme dans le blason), en roumain Coroana pe brad qui aurait donné Kronstadt et Brașov. Partant de là, G. Kis écrit en 1929 qu’à l’origine du nom allemand il y aurait l’ancien slave Krun signifiant « petit sapin » qui se dirait en roumain brădișor, d’où Bra(d)seu (en fait « petit sapin » se dit brăduț). Les protochronistes, eux, font appel à des origines daces : bradzŭ (« forêt de sapins »). Une autre légende est due à F. Philippide qui imagine en 1874 que le nom viendrait d’une ancienne cité Brasovia sur la colline Tâmpa, détruite par Jean Hunyadi. À sa suite, G. Treiber et E. Jekelius utilisent cette hypothèse en 1928, pour affirmer qu’en slave le mot baras veut dire « cité » ou « vérité », et serait à l’origine de Brașov.

### Termes dérivés
- Brașoavă — baratin. Vient de l'habitude des commerçants de Brașov de vanter de façon exagérée leur marchandise sur les marchés.
- Brașovenește — au baratin. (« Nu-mi vorbi brașovenește că nu-mi plac brașoavele! » : « Pas à moi, me baratine pas » ! Vasile Alecsandri)
- Brașovenie — marchandise produite à Brașov ou l'endroit où on vend ce type de marchandise.
- Ladă de Brașov ou malle de Brașov en français — malle très solide et richement ornée („...Adevăratul provincial nu merge niciodată la drum decât cu ladă de Brașov” : « le vrai provincial ne part jamais en voyage sans sa malle de Brașov » Mihail Kogălniceanu)
- Brașovean — (forme ancienne) Négociateur qui vend de la marchandise provenant de la ville de Brașov et des alentours ; propriétaire ou conducteur des brașovence, les chariots marchands de Brașov ; de nos jours : gentilé « Brasovien », habitant ordinaire de Brașov.
- Brașoveancă, pluriel brașovence, n. f. — Grand chariot bâché, solide et capable de longs trajets ; de nos jours, « Brasovienne », habitante de la ville de Brașov.

## Blasons

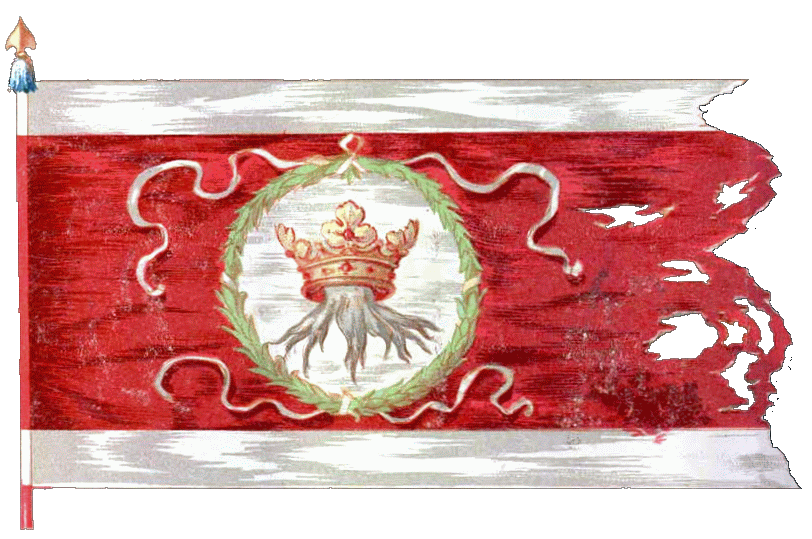
Un drapeau de 1600.

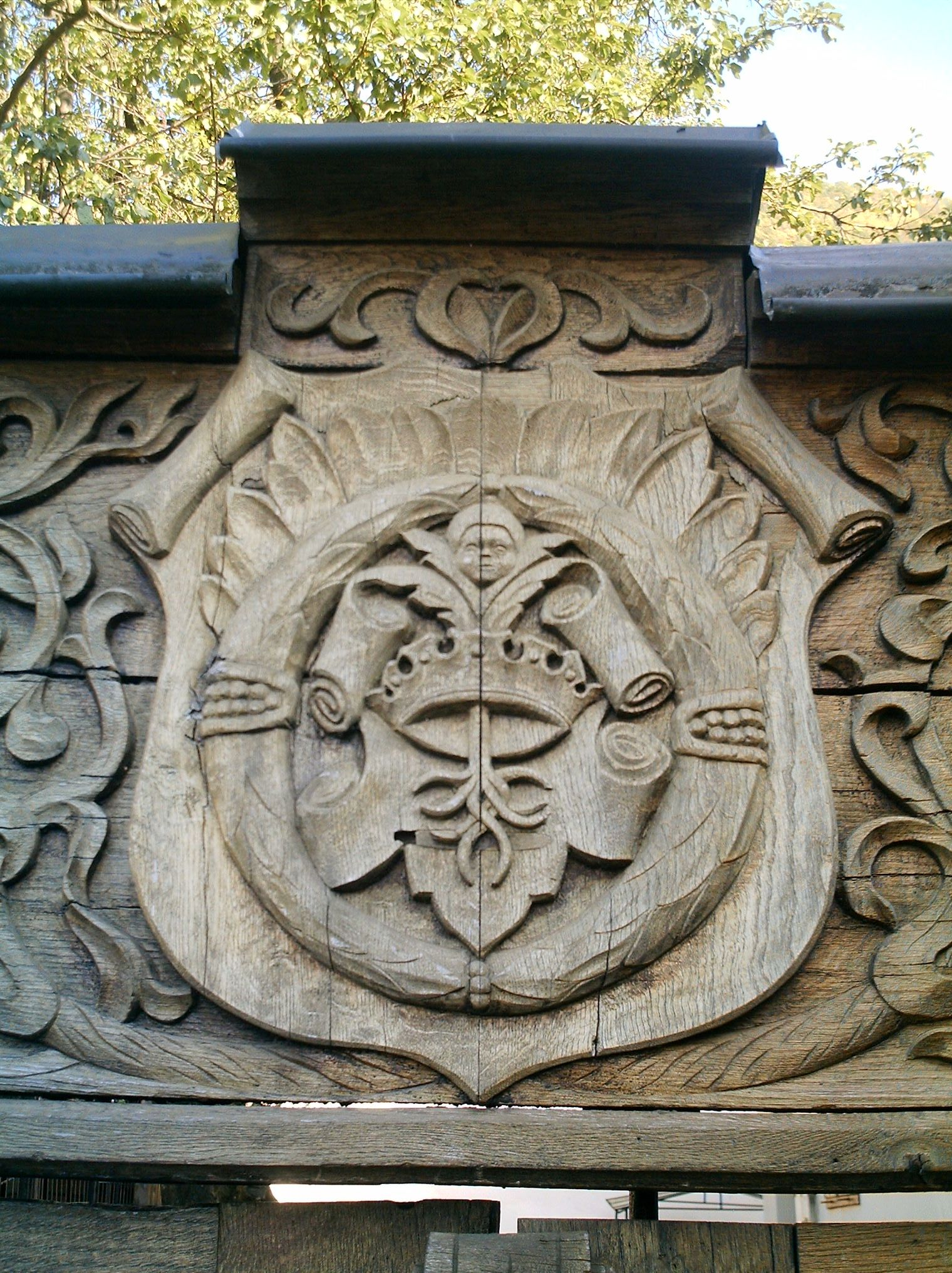
Sculpture d'un blason ancien sur une porte.

En 1353, le blason de la ville est une couronne avec des fleurs en forme de crinoline et une crinoline. En 1429 est apparu aussi le gros chêne avec ses racines. Le blason de nos jours compte treize racines qui font référence aux treize communes du Pays de la Bârsa. La couronne en or a trois lobes, symbolisant la puissance. Le blason est composé d'une couronne murale d'argent formée de sept tours qui est le signe spécifique de toutes les communes. Sur le blason se trouve l'inscription « Municipiul Brașov » en roumain et en dessous, en latin Deo vindici Patriæ (À Dieu, défenseur de la patrie). La signification du blason est La sagesse et la puissance conduisent pour toujours la cité. Ce blason, officiel à Brașov, n'est pas validé par la Commission héraldique de Roumanie car il déroge à la règle de la neutralité religieuse.
Parallèlement à ce blason municipal, il y a un autre blason datant de 1600, proposé par le président du Conseil du Județ de Brașov et qui serait agréé par la Commission héraldique de Roumanie. Ce blason, offert comme cadeau par Michel Ier le Brave de la dynastie des Basarab à l'empereur germanique et d'Autriche Rodolphe II de Habsbourg, sur fond probablement à l'origine de « gueules » (rouge) et délimité par deux « fasces » (bandeaux) « or » (jaune) en haut et en bas, se trouve dans un cercle « azur » (bleu) délimité par une couronne d'« argent » (blanc ou gris clair). En dessous est écrit « Corona » en lettres gothiques. À partir du cercle central partent des fasces « or » vers les côtés. De nos jours, ce blason est exposé devant le Palais de Justice, sur la tour Blanche et non loin de la tour Noire (au Belvédère). Ce blason bénéficie d'une illumination nocturne comme le drapeau roumain qui se trouve sur le mont Tâmpa de l'autre côté.

## Histoire

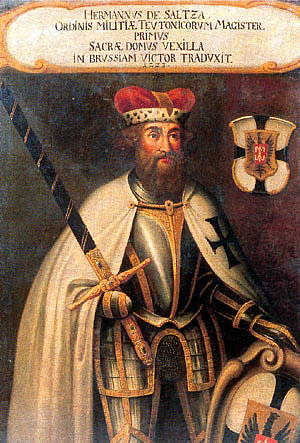
Grand maître de l'ordre Teutonique pendant la fondation de la ville, Hermann von Salza.

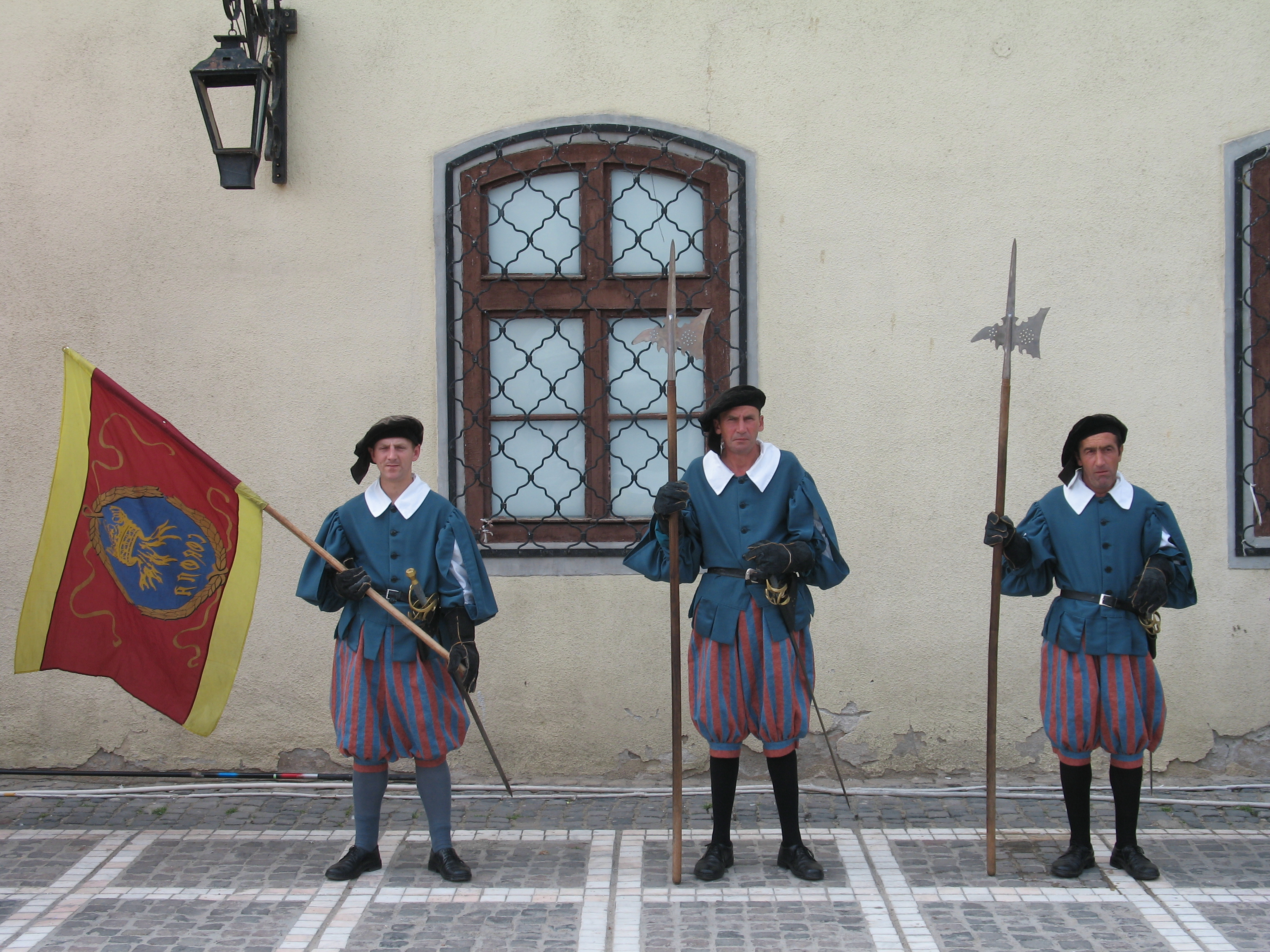
La garde d'honneur devant le conseil municipal, avec le drapeau de la ville.

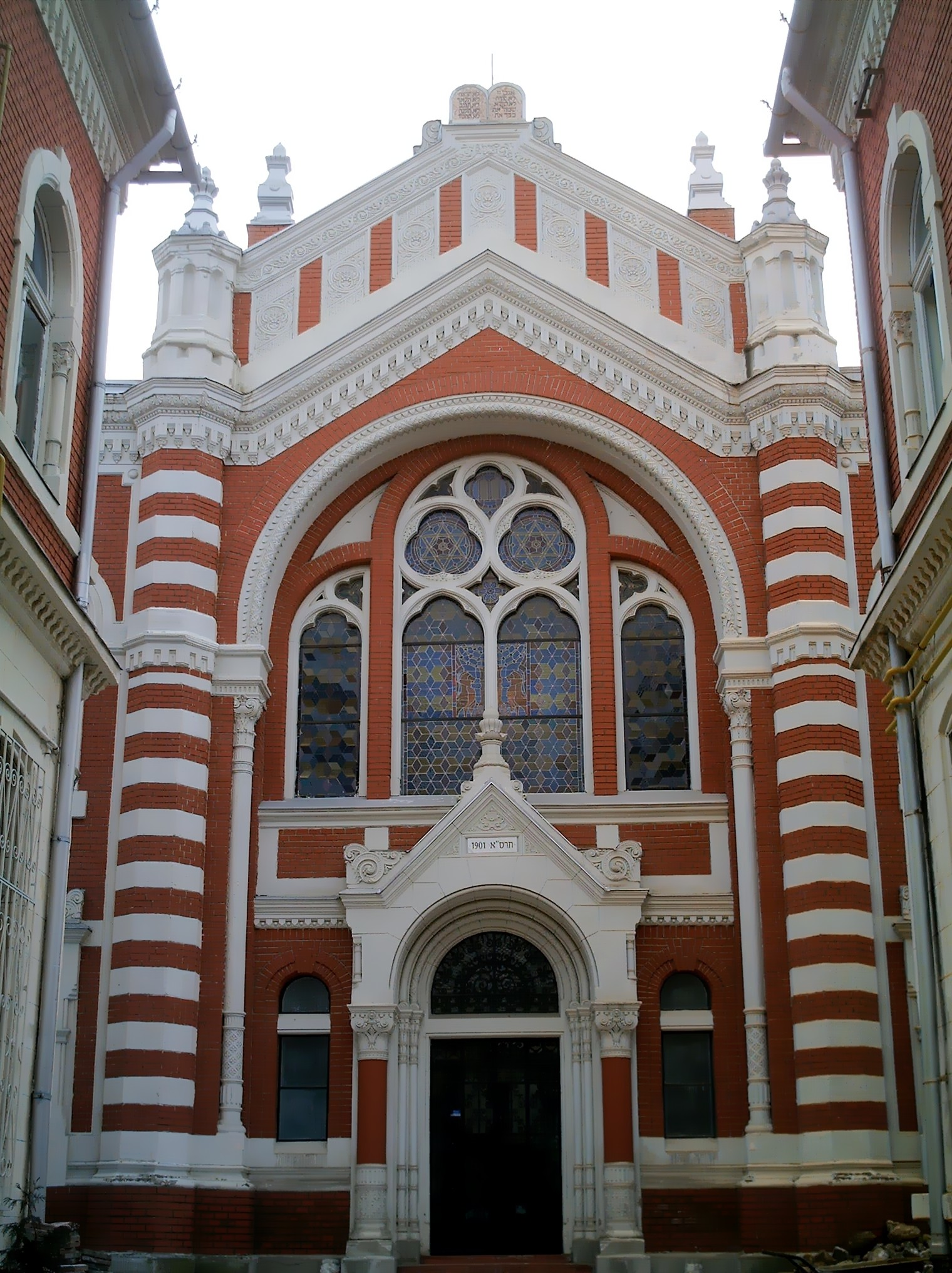
Synagogue de Brașov, construite en 1901.

Les fouilles indiquent la présence des cultures néolithiques (culture Noua, Tei, Dealu-Melcilor) sur l'actuel territoire de Brașov.
Plus tard, les découvertes archéologiques ont attesté l'existence des temples daces autour du site dit des « Pierres de Salomon », de quelques entrepôts pour les denrées sous le marché du Conseil (au cœur même de la ville), de quelques habitations et fortifications sur la colline Dealul Melcilor (« Colline des escargots ») et dans le quartier Valea Cetății (« Vallée de la citadelle »). La plupart de ces sites a été détériorée au temps de la dictature, dans le cadre du programme de systématisation.
Avant le XIIIe siècle de notre ère, aucun document ne parle de Brașov. Cependant, on observe une présence continue, surtout dans les quartiers de Șchei et de Bartolomeu. La commune actuelle s'est formée par l'union de plusieurs localités : Bartolomeu (« Bartholomée »), Brașovul Vechi (« Vieux Brașov »), Coroana (« La Couronne »), Șchei (« Les Slaves » ou « Les Bulgares »), Blumenau (« Pré aux Fleurs »), Noua (« Faubourg Neuf »), Dârstea (« Silistrienne ») et Stupini (« Ruchers »).
C'est à l'initiative du roi André II de Hongrie que Hermann von Salza conduit ici une expédition contre les Coumans et leurs vassaux valaques. Les chevaliers teutoniques s'établissent ensuite au sud-est de la Transylvanie, principauté vassale de la Hongrie, et gouvernent le pays de la Bârsa de manière autonome. Aux XIIIe et XIVe siècles, Brașov est attaquée par les Tatars et les Turcs. De grands remparts sont érigés pour la défendre, qui resteront en service jusqu'au XVIIe siècle.
Au XVIe siècle, la ville, métropole des Saxons de Transylvanie, connaît un grand essor économique, grâce à sa position géographique sur la route entre la Baltique et Constantinople et à ses privilèges fiscaux. De l'ambre, des fourrures, des peaux, des tissages dans le sens nord-sud, de la soie, du miel, des épices, des métaux et des pierres précieuses dans le sens sud-nord, transitent ici avec de faibles taxes douanières. C'est pour avoir voulu les augmenter que le prince valaque Vlad III a été représenté en monstre sanguinaire, empaleur, cannibale et vampire par les libelles des marchands de Brașov, qu'Ármin Vámbéry fit connaître au XIXe siècle à Bram Stoker en recherche d'un titre pour son roman gothique Dracula.
Du point de vue historique et culturel, Brașov ainsi que Sibiu était un centre militaire et politique traditionnel des Saxons de Transylvanie. Il y avait à cette époque 45 corporations différentes, et la prospérité permet l'édification de nombreux monuments dont certains sont encore visibles aujourd’hui. C'est également le siècle où Johannes Honterus, un humaniste allemand, réside et travaille à Brașov. Les premiers livres en roumain y seront imprimés par Coresi. Mais en 1688, un incendie ravage la ville et la population doit faire face à une épidémie meurtrière.
Au XIXe siècle, à l'époque austro-hongroise, la démolition des remparts permet un regain d'activité, avec l'édification d'usines et de manufactures. On y édite la Gazette de Transylvanie, journal militant pour le maintien (dans le cadre de l'Autriche-Hongrie) du grand-duché de Transylvanie, qui a tout de même été aboli en 1867 et directement rattaché à la Hongrie.
La Transylvanie ayant voté son rattachement à la Roumanie à la fin de la Première Guerre mondiale, Brașov devient le deuxième centre économique roumain après Bucarest, mais sera soumise, comme tout le pays, au demi-siècle de régimes dictatoriaux carliste, fasciste et communiste de février 1938 à décembre 1989. La ville est partiellement détruite par les bombardements de la Seconde Guerre mondiale. En 1945, Brașov est occupée par l'Armée rouge et parmi les Saxons de la ville et ceux de la région, suspectés en bloc d'avoir soutenu la Wehrmacht, de nombreuses familles sont déportées en Union soviétique. Un petit nombre put revenir après la déstalinisation (1956).
Entre le 8 septembre 1950 et 24 décembre 1960, la ville fut nommée Orașul Stalin (Staline-ville) en l'honneur de Joseph Staline. Durant cette période, sur le versant du mont Tâmpa, la forêt fut « découpée » pour y incruster avec des arbres d'espèces différentes, sur tout le versant les lettres « S T A L I N » : les dernières traces de ces lettres ont presque disparu au début du XXIe siècle.
La région de Brașov a connu les plus forts maquis de résistance contre le totalitarisme de toute la Roumanie. Nourris par la population rurale, les maquisards armés vivaient dans les montagnes. La plupart d'entre eux furent capturés et exécutés en 1962 lors d'une grande rafle des troupes de la Securitate (police politique du régime communiste roumain), mais les dépouilles des autres résistants n'ont toujours pas été retrouvées depuis la chute de la dictature communiste en 1989. On notera également la résistance importante des paysans à la collectivisation forcée des terres.
Le 15 novembre 1987, une révolte spontanée de la population affamée de Brașov fut réprimée (il y eut plusieurs morts) et les personnes impliquées furent ensuite sévèrement torturées et, pour la plupart, assassinées. Les gens avaient réussi à pénétrer dans l'Hôtel de ville, s'étaient partagé toutes les réserves de nourriture de la nomenklatura et avaient jeté dans les égouts les archives de la Securitate locale.
Deux ans plus tard, lors de la libération de 1989, Brașov est la deuxième ville roumaine qui se soulève contre le régime communiste, après Timișoara, mais avant Bucarest. Malgré l'ordre de tirer sur la population, la plupart des coups furent tirés en l'air, limitant ainsi le nombre de victimes. Une partie importante des victimes vivait sur les collines les plus hautes. Au total, il y eut 66 morts, la plupart touchés par des balles perdues.
À la suite de ces deux révoltes, la ville a reçu le titre de « ville martyre », symbolisé sous forme d'un monument à l'entrée dans la ville.
La ville a toujours une minorité de Hongrois, un lycée magyar et un autre allemand, même si en raison de l'émigration vers l'Allemagne ou Israël, il ne reste que très peu d'Allemands et de Juifs germanophones à Brașov.

### Chronologie
- 1211 : l’ordre Teutonique construit des fortifications (cité Corona) capables de retarder les invasions mongoles (Tatars).
- 1242 : fin des invasions mongoles et construction des fortifications comme la porte-tour hexagonale.
- 1252 : le nom de Brașov apparaît sous la forme Brasu pour désigner une zone. La ville porte encore le nom de Corona.
- 1848 : après la révolution en Hongrie, les Roumains font alliance politique avec les Saxons de Transylvanie contre la politique de magyarisation.
- Première Guerre mondiale : les Saxons soutiennent largement l'unification avec la Roumanie.
- Seconde Guerre mondiale : les juifs de Brasov sont victimes de persécutions, déportations et beaucoup disparaissent lors de la Shoah.
- 1945 : la plupart des Saxons sont déportés en Union soviétique.
- 8 septembre 1950 : changement de nom pour Stalin.
- 24 décembre 1960 : retour au nom roumain, Brașov.
- 1989 : reçoit le titre de ville martyre après les deux révoltes spontanées de 1987 et de 1989.

Dans le temps, la ville a subi des nombreuses calamités sans pour autant interrompre son développement :
- Tremblements de terre (Brașov est proche de l'épicentre sismique de Vrancea) : 1662, 1738, 1802, 1940, 1977, 1986, 1990, 2004.
- Tempêtes : 1457, 1490, 1599, 1667, 1673, 1682, 1913.
- Incendies : 1461, 1519, 1689, 1718.
- Invasions et pillages : 1241 (tatars), 1421 (turcs), 1438 (Turcs), 1658 (Tatars).
- Épidémies meurtrières : 1495, 1510 - 1511, 1530 - 1531, 1572, 1588, 1602 - 1603, 1646, 1660 (quand, pour la première fois on a pu prendre des mesures efficaces pour enrayer la propagation), 1756.

## Géographie

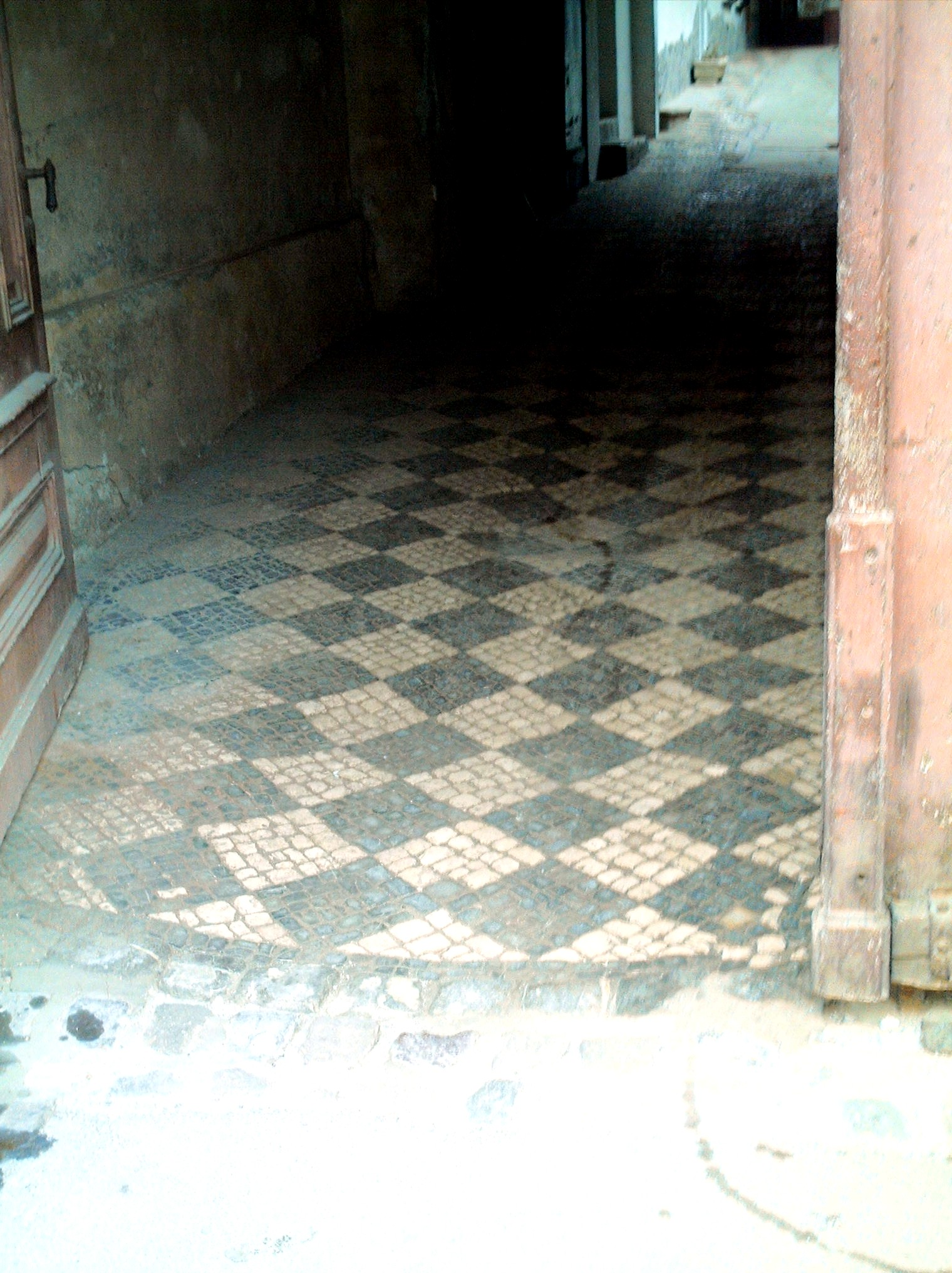
Passage pavé ancien du centre-ville.

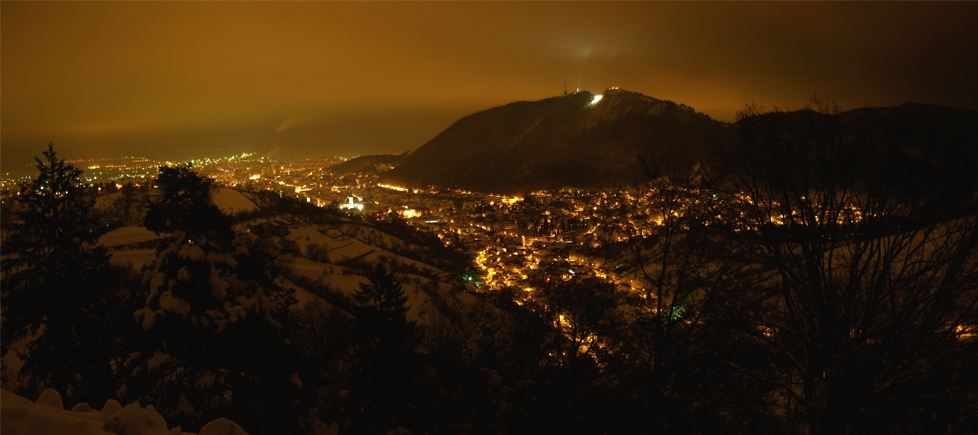
La Tempe et le centre-ville la nuit.

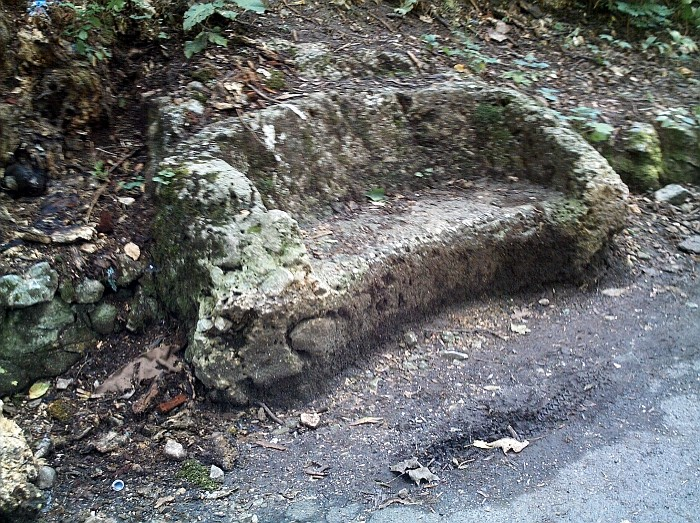
Banc en pierre.

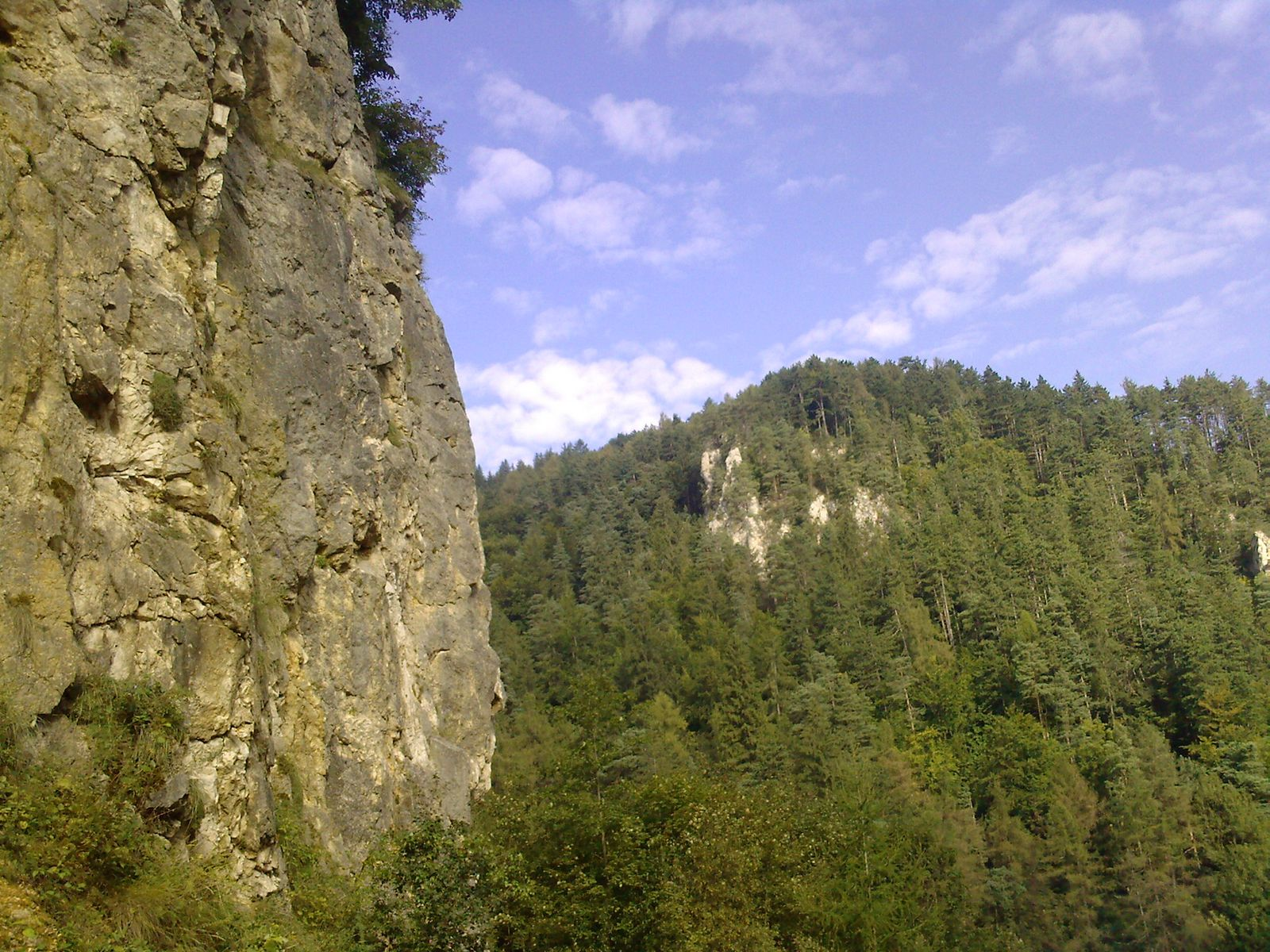
Les « Pierres de Salomon ».

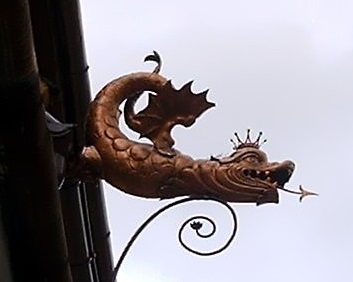
Statuette représentant un dragon sur une maison dans le centre-ville.

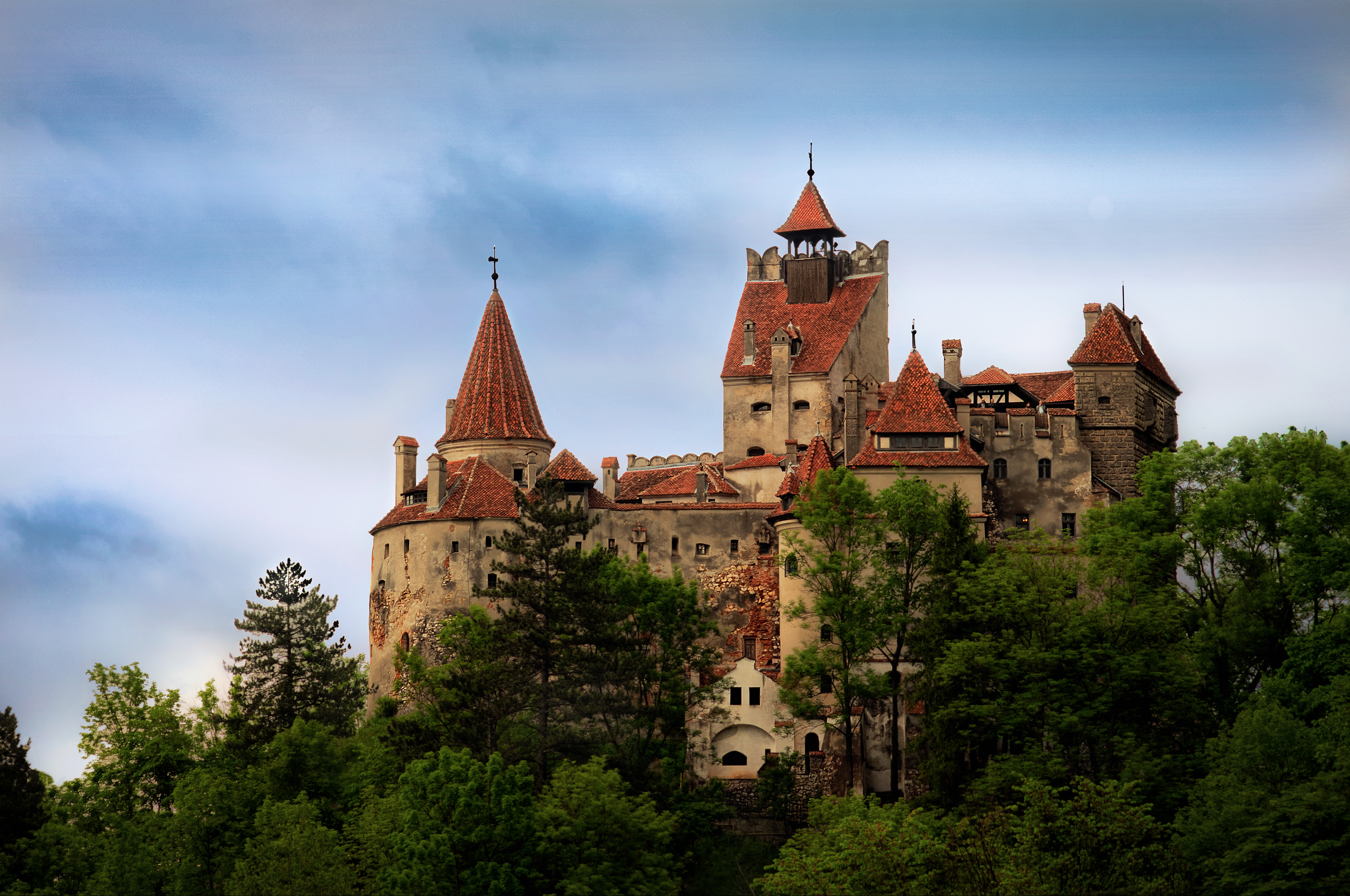
Le château de Bran, à proximité de Brașov.

Brașov est située dans le centre de la Roumanie, à 166 km de Bucarest, bordée au sud par les Alpes de Transylvanie. Elle fait partie de la région historique de Transylvanie, plus précisément la région du Pays de la Bârsa.

### Tâmpa
La ville se situe autour de la colline Tâmpa ou la Tempe qui a 960 mètres de hauteur.

### Eaux
Dans la ville ou à proximité coulent une multitude de rivières. La plus importante est le ruisseau Graft appelé les Pierres de Solomon (en roumain Pietrele lui Solomon).
Les autres sont Valea Tei (vallée du Tilleul), Valea Răcădău (vallée du Răcădău), Valea Plopilor (vallée des Peupliers) cu Valea Scurtă (vallée Courte), Valea Florilor (vallée des Fleurs), Valea Gorganu (vallée du Gorgan), Râul Timișul Sec (rivière du Timiș Sec) et Canalul Timiș (le canal du Timiș).

### Banc mystérieux
Sous la Tempe, parmi les bancs en bois, se trouve un banc très petit en pierre. On dit qu'il est tombé du ciel au moment où deux amoureux s'embrassaient. Cette explication se trouve dans un document de 1817 qui précise le nom de la jeune fille, Ana Maria.

### Pierres de Solomon
Les Pierres de Solomon (roumain : Pietrele lui Solomon) se trouvent à 2 km de la ville. Ce sont deux grands rochers ou montagnes, l’un à côté de l'autre.
La légende dit que Solomon était un roi hongrois qui fut répudié par sa mère pour avoir tué son frère et condamné à mourir dès qu'il rencontra un homme ordinaire. Solomon s'est ensuite réfugié dans cette zone du pays sur une haute montagne. Voyant un berger roumain et de peur qu'il ne meure, il est parti en arrière mais son cheval a perdu l'équilibre et il est tombé du haut de la montagne.
À l'endroit où il est tombé, le mont s'est divisé en deux et ainsi les deux rochers sont apparus. Dans les dernières secondes de sa vie, Solomon a acquis un haut degré de sagesse et dans sa chute il s'est accroché aux racines d'un arbre. À ce moment, il a placé à la racine de l'arbre sa couronne, car il ne pensait plus être digne de la porter.
D'après les juni, le blason de la ville illustre cette légende. Le nom de Solomon est resté dans la conscience des gens car il fait référence au personnage biblique, mais cette ressemblance de nom n'est qu'une coïncidence et, selon la légende, il ne s'agit pas de la même personne.

### Sept escaliers
Pas loin de la ville se trouve un passage très étroit dans la roche, où une source fait une cascade de 120 m. Cet endroit assez dangereux pour les enfants et les adultes non expérimentés est aménagé avec sept escaliers en métal, dont chaque escalier monte à la verticale en étant parfois assez humide.
Le trajet nécessite environ 10 heures de route à pied aller-retour, ce qui est faisable en un jour. Chaque jour en été, il reçoit des touristes de la ville. L'endroit est connu comme șapte scări c'est-à-dire les sept escaliers.

### Château de Dracula
Pas loin de la ville se trouve le château de Bran dit de « Dracula ».

### Quartiers
- Astra (quartier l'astre) ;
- Bartolomeu ;
- Blumăna ;
- Brașovechi ;
- Centrul Civic (quartier le centre civique) ;
- Cetatea (quartier la cité) ;
- Craiter ;
- Dârste ;
- Noua (quartier la nouvelle) ;
- Poiana Brașov ;
- Stupini ;
- Șchei ;
- Timiș-Triaj ;
- Tractorul (quartier le tracteur) ;
- Valea Cetății (quartier la vallée de la cité).

## Climat

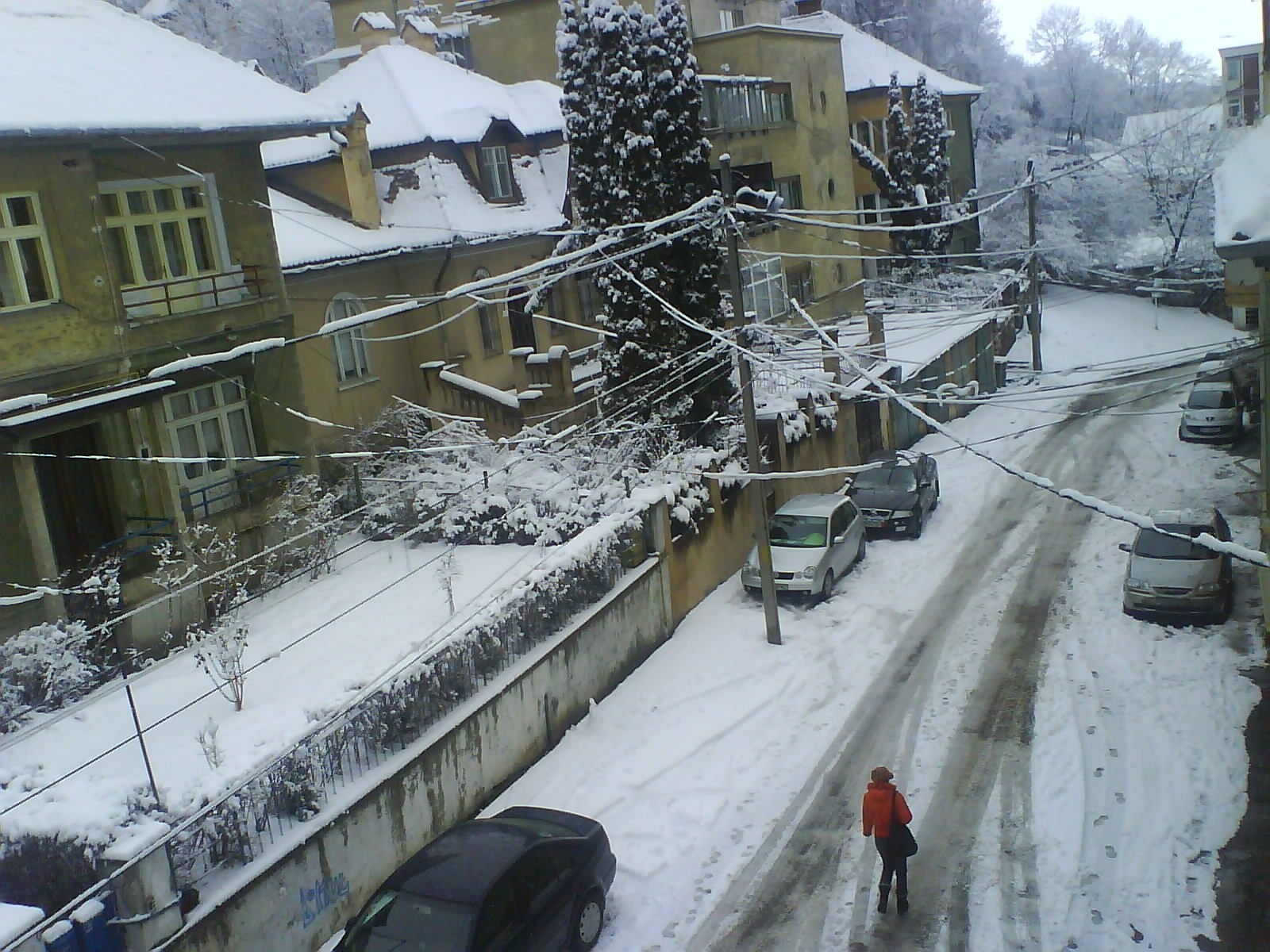
Vue d'une rue de Brasov en janvier 2008. Alors que les températures sont remontées de -10 à 3 degrés, une vague de neige fraiche est retombée le matin sur la ville.

La ville est située sur un plateau à la courbure des montagnes Carpates et de ce fait elle enregistre pendant l'hiver les températures les plus basses du pays. En règle générale chaque hiver a ses périodes où les températures peuvent descendre jusqu'à -10 ou parfois même en dessous de -20 degrés Celsius pendant quelques jours ou semaines. Cependant sa position montagneuse la protège contre les vents violents de neige qui se forment en Moldavie à l'est des Carpates et en Munténie au sud des Carpates. Pendant l'été, les températures peuvent dépasser 30 degrés Celsius comme c'est le cas dans les autres villes de Roumanie. Cette différence de températures entre l’hiver et l'été est due au climat de type continental.

## Culture et traditions

### Cerf d'Or

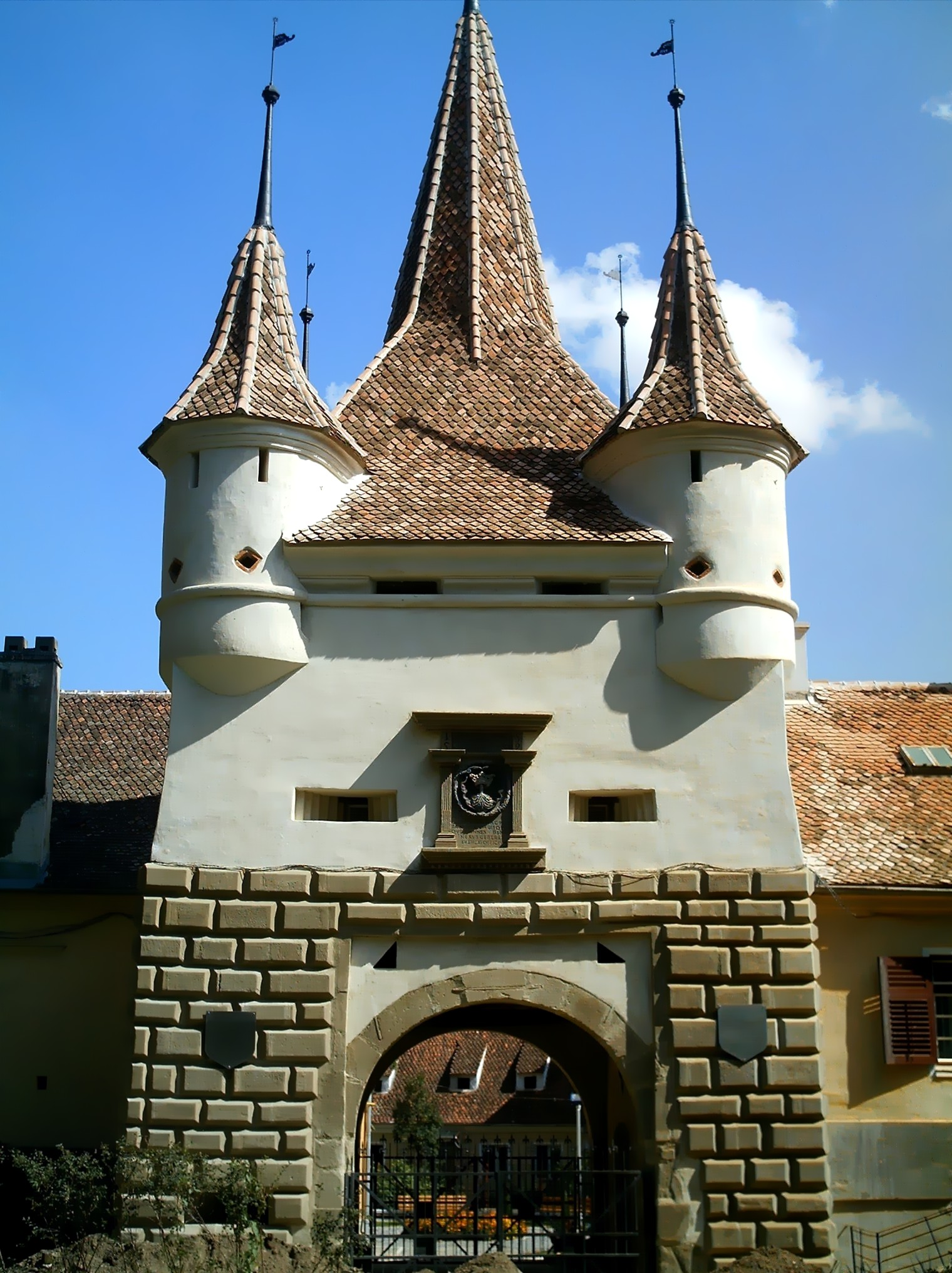
La porte Ecaterina.

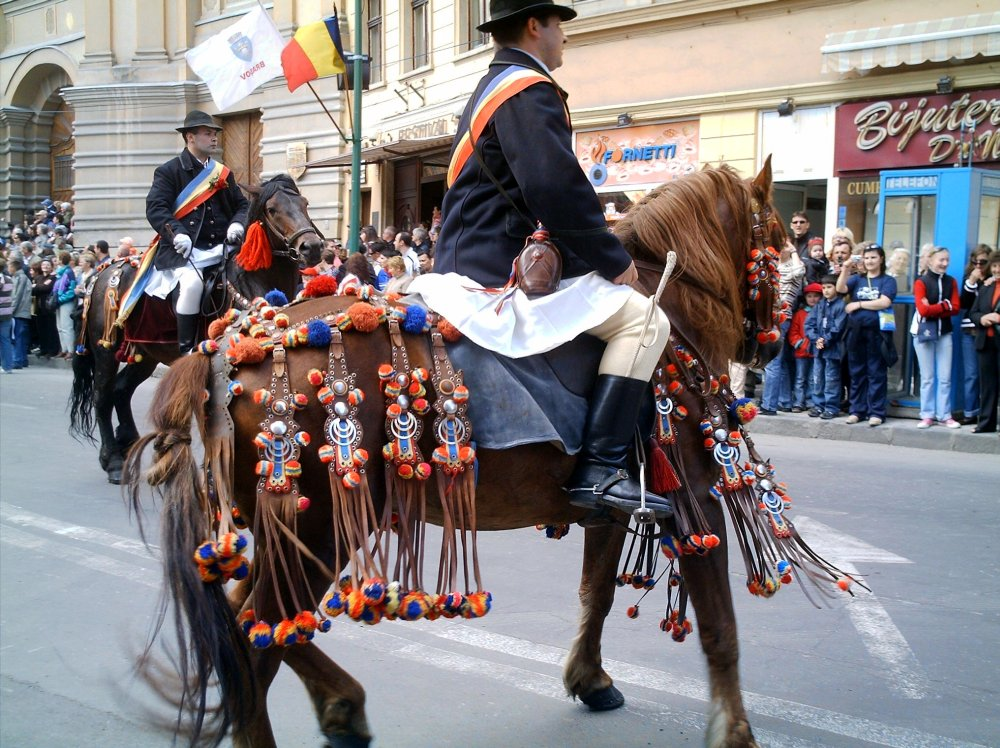
Image d'un june à cheval en 2006.

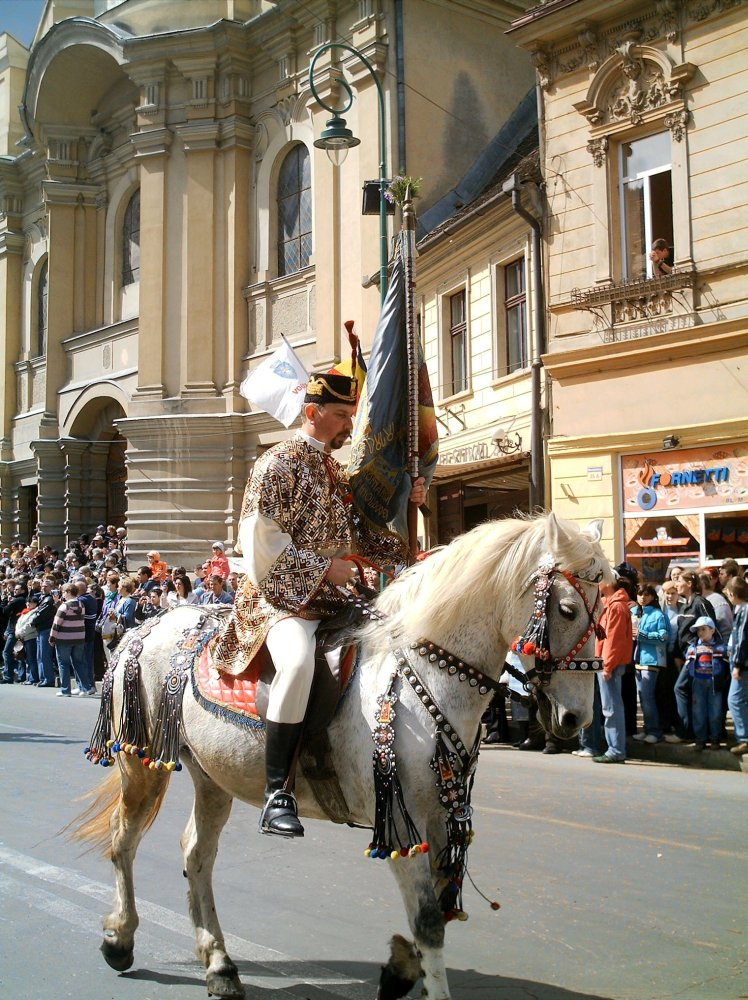
Un june à cheval.

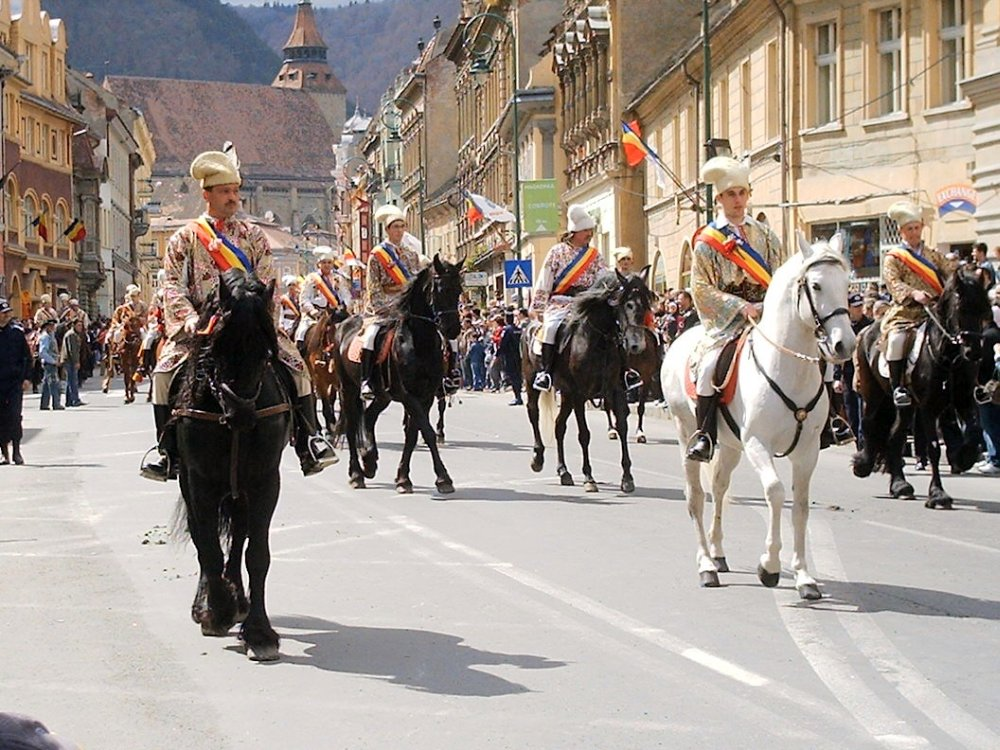
Un défilé de plusieurs juni derrière l'Église Noire en 2006.

Depuis 1968 se tient à Brasov le concours et festival international de musique Cerbul de Aur ou le Cerf d'Or avec des participants tels que Céline Dion, Gilbert Bécaud, Joséphine Baker, Toto Cutugno, James Brown, Christina Aguilera, Kenny Rogers, Ray Charles, UB40, INXS, Scorpions, Ricky Martin, Pink, Sheryl Crow, The Kelly Family, t.A.T.u., Julio Iglesias (qui est le chanteur étranger le plus vendu en Roumanie), ainsi que de nombreux autres.

### Juni
Les Juni de Brașov, appelés aussi les jeunes juni (roumain : junii tineri), june au singulier, sont des Roumains qui veulent garder une tradition très ancienne d'origine païenne. Même si le nom se rapproche du nom jeunes, ce nom ne veut rien dire d'autre en roumain moderne. Cependant en Transylvanie il a la signification traditionnelle de jeune homme non-marié. Traditionnellement, les jeunes qui voulaient devenir des juni devaient le faire entre 16 et 18 ans et ils devaient absolument quitter cette organisation une fois mariés (ce n'est plus vrai de nos jours).

« Les juni doivent être regardées comme un reste d'époque païenne, une ancestrale fête du printemps, [...] la suprématie du soleil sur la dureté et le froid de l'hiver [...]. Elle doit être considérée comme un culte pré-chrétien qui se passe toujours sur des collines, une habitude connu aussi par les daces »

— Julius Teutsch, chroniqueur saxon
Il y a les juni qui sont à Șchei et ceux du Brașov-ancien. Les deux étaient autrefois unis, mais les derniers ont dû se séparer progressivement après la venue des Saxons et la construction de la cité (Corona). On a permis seulement en 1918 aux juni du Brașov-ancien de revenir à Șchei et rejoindre les autres. Il y a de nos jours peu de villes qui continuent à pratiquer ce type de tradition, Brașov étant une des plus importantes.
Au XIXe siècle, junimea était un courant culturel très influent en Roumanie dont au moins son nom s'inspire des anciens juni. De grands écrivains comme Mihai Eminescu ont été connus grâce à cette société.

### Festivités de printemps
Le premier dimanche après les pâques, à la fin de la Semaine illuminée (en roumain Săptămâna luminată), les citoyens de Brașov et les touristes peuvent assister à un spectacle avec des éléments de mythe, des rituels et des cérémonies ainsi que de la magie.
Dimanche matin, les chevaliers juni vont sur la Place de l'Union. À cet endroit ils entourent trois fois la statue du soldat inconnu en face de l'église Saint-Nicolas, la plus ancienne église orthodoxe connue de Brașov, datant de 1292. À cet endroit, ils reçoivent un bref discours du prêtre de l'église. À ce moment ils sortent du quartier Șchei qui, bien que le plus ancien quartier de la ville, ne faisait avant pas partie de la ville saxonne Corona et son administration. Ils se dirigent ensuite vers les Pierres de Solomon.
Les sept groupes de juni (environ 200 personnes de nos jours) vont se mettre en colonne et partir, mais ils font un nouvel arrêt à l'endroit appelé « la petite Troie du Capitaine Ilie Birt » où chaque groupe chante « Jésus est ressuscité » avant de partir pour de bon vers les Pierres de Solomon. Ce qu'on appelle petite Troie ou Troiță est en roumain un petit édifice situé aux carrefours et qui représente d'habitude une croix et des icônes.
Aux Pierres de Solomon commence la fête avec les filles et les autres invitées qui sortent à l'hora et jettent des « buzdugans » (une grosse boule en métal avec des épines). Avant la tombée du soleil, les sept groupes partent vers la ville dans le même ordre que celui d'arrivée et on les reçoit avec les portes ouvertes.
Ils vont se disperser ensuite, mais pas avant que les gens ne leur fassent un souhait : « Să ne trăiesti, vătafe! » qui se traduit mot à mot par « Que tu nous vives, sénéchal ! » ou encore « Longue vie, chef ! ».

### Autres manifestations culturelles
- Les jours du Brașov (Zilele Brașovului) - chaque année au même temps que les festivités des Juni ;
- Le marché des « gens qui savent un métier » de tout le pays (Târgul meșteșugarilor din toată țara) - chaque année en corrélation avec les Journées de Brașov ;
- Festival et Concours National de la Chanson Roumaine (Festivalul și Concursul Național al Liedului Românesc) - chaque année;
- Festival de Jazz et Blues - chaque année ;
- Festival de la musique de chambre (Festivalul muzicii de cameră) - chaque année ;
- Festival du théâtre contemporain (Festivalul teatrului contemporan) - chaque année ;
- Festival de la Bière (Festivaul Berii) dit aussi le « grand de la bière » (Berarul mare)- chaque année ;
- Festival de l'Aurore (Festivalul Aurora) dit aussi le « petit de la bière » (Berarul mic) - chaque année ;
- Festival de la récolte (Festivalul Recoltei) - chaque année ;
- Concert d'orgue à l'église noire - chaque semaine.

### Presse
La presse à Brasov commence au XVIIIe siècle. En 1838 apparait le premier journal roumain de Brașov, „Gazeta Transilvaniei”, deux ans après „Foaia pentru mintre inimă și literatură”. Le premier existe encore de nos jours.
Parmi les publications écrites dignes d'être citées il y a Kronstadter Zeitung, Brassói Lapok, Bună ziua Brașov, la revue Chip, Dacia Jurnal Brașov, Gazeta de Transilvania, Monitorul Expres, Transilvania Expres, revista Zile și Nopți (la revue de du Jour et de la Nuit) et d'autres.
Les télévisions et les radios locales sont apparues après 1990. En grande partie ce sont des studios territoriales des grandes chaînes nationales. Comme chaînes de télévision on peut citer Antena 1 Brașov, Mix TV Brașov, Nova TV, Pro TV Brașov, RTT Brașov et TVS Brașov, et comme radios : Radio 21 Brașov, Radio Antena Brașovului, Radio Brașov, Radio Dinamic FM Brașov, Radio Impuls FM Brașov, Radio Kiss FM Brașov, Radio Pro FM Brașov et Radio Special.

### Logiciels libres
Dans cette ville a eu lieu au mois de mai 2007 le plus grand évènement IT sur les logiciels libres de Roumanie en 2007 : eLiberatica est une conference sur les logiciels libres organisée par « Agora Media » et « Romanian Open Source and Free Software Initiative ».

## Démographie
Composition ethnique en 2011
- Roumains (86,5 %)
- Hongrois (6,5 %)
- Allemands (0,5 %)
- Roms (0,3 %)
- Autres (0,3 %)
- Non-déclarée (5,9 %)

| 1850   | 1890   | 1930   | 1948   | 1972    | 1992    | 2002    | 2011    |
| ------ | ------ | ------ | ------ | ------- | ------- | ------- | ------- |
| 21 782 | 30 781 | 59 232 | 82 984 | 192 205 | 355 593 | 283 901 | 253 200 |

### Ethnies
| Ethnies               | 1850           | 1930            | 2011             |
| --------------------- | -------------- | --------------- | ---------------- |
| Roumains              | 8 727 (40 %)   | 13 014 (22,0 %) | 219 019 (86,5 %) |
| Allemands             | 8 874 (40,7 %) | 19 372 (32,7 %) | 1 188 (0,5 %)    |
| Hongrois              | 2 939 (13,4 %) | 23 269 (39,3 %) | 16 551 (6,5 %)   |
| Roms                  | 780 (3,6 %)    | -               | 845 (0,3 %)      |
| Juifs                 | 67 (0,3 %)     | 2 267 (3,8 %)   | 70               |
| Autres/non-renseignée | 1 242          | -               | 15 527 (6,1 %)   |

### Langues
| Langues               | 1930            | 2011             |
| --------------------- | --------------- | ---------------- |
| Roumain               | 19 378 (32,7 %) | 219 965 (86,9 %) |
| Allemand              | 13 276 (22,4 %) | 1 104 (0,4 %)    |
| Hongrois              | 24 977 (42,2 %) | 16 469 (6,5 %)   |
| Yiddish               | 537 (0,9 %)     | 13               |
| Autres/non-renseignée | 1 064 (1,8 %)   | 15 649 (6,2 %)   |

### Religions
| Religion              | 1930            | 2011             |
| --------------------- | --------------- | ---------------- |
| Orthodoxes            | 17 763 (30,0 %) | 205 642 (81,2 %) |
| Catholiques           | 13 207 (22,3 %) | 11 821 (4,7 %)   |
| Luthériens            | 13 050 (22,0 %) | 1 427 (0,6 %)    |
| Réformés              | 8 237 (13,9 %)  | 5 218 (2,1 %)    |
| Juifs                 | 2 594 (4,4 %)   | 71               |
| Gréco-catholiques     | 2 049 (3,5 %)   | 2 130 (0,8 %)    |
| Unitariens            | 1 905 (3,2 %)   | 1 877 (0,7 %)    |
| Autres/non-renseignée | 427 (0,7 %)     | 25 014 (9,9 %)   |

## Éducation
Dans la commune sont implantées quarante-six crèches avec un programme normal ou prolongé, vingt-huit écoles générales (équivalentes des écoles primaires et collèges), sept collèges nationaux (un type particulier de lycée ayant une grande réputation), sept lycées, un séminaire théologique, onze groupes scolaires, une université d'État ayant quatorze facultés (une sorte de branches par type d'activité) et quatre collèges, une académie des forces aériennes, et encore six autres universités privées et un certain nombre d'écoles supérieures. Aussi, à Brasov on organise périodiquement des cours des langues étrangères et de (re)qualification par diverses entreprises ou par "l'Office pour la force du travail du Județ".
Le niveau de l'enseignement de Brașov est très élevé, ayant dans ses institutions les meilleurs cadres du pays. Des nombreux élèves ont pu prouver leurs compétences dans les concours internes et internationaux, apportant des nombreuses médailles, diplômes et trophées.

## Économie
Jusqu'en 1989, la ville était une des villes de Roumanie les plus industrialisées. On y construisait tous les tracteurs de Roumanie (de marque Universal, quelques unités ont été vendues en Europe de l'Ouest), et en général l'industrie lourde. L'usine de tracteurs, aujourd’hui désaffectée, deviendra très prochainement un centre commercial.
La vétusté des usines a voulu que, après 1989, la ville s'est retrouvée incompétitive au niveau international. Malgré des subventions importantes, les usines ont été fermées peu à peu. À présent c'est une ville principalement de services et de tourisme, avec encore quelques traces de l'ancienne industrie qui tendent à disparaître, remplacées par des PME.
Elle est la plus importante ville de la région centre (Alba, Brasov, Covasna, Harghita, Mures et Sibiu) qui a enregistré en 2006 une croissance de 12,5 %, le plus haut niveau de toute l’économie roumaine (selon une étude de la Commission nationale de Prévision). Le județ de Brașov a eu une croissance de plus de 20 % de la production industrielle pendant ce même temps, ce qui montre que la privatisation et la modernisation de l'ancienne industrie lourde commence à porter ses fruits.
En décembre 2009, Kraft Foods a transféré son usine de confiserie de Brașov vers la ville de Svogué en Bulgarie. Cette délocalisation entraîne la perte de 220 emplois sur le site roumain.

## Politique et administration

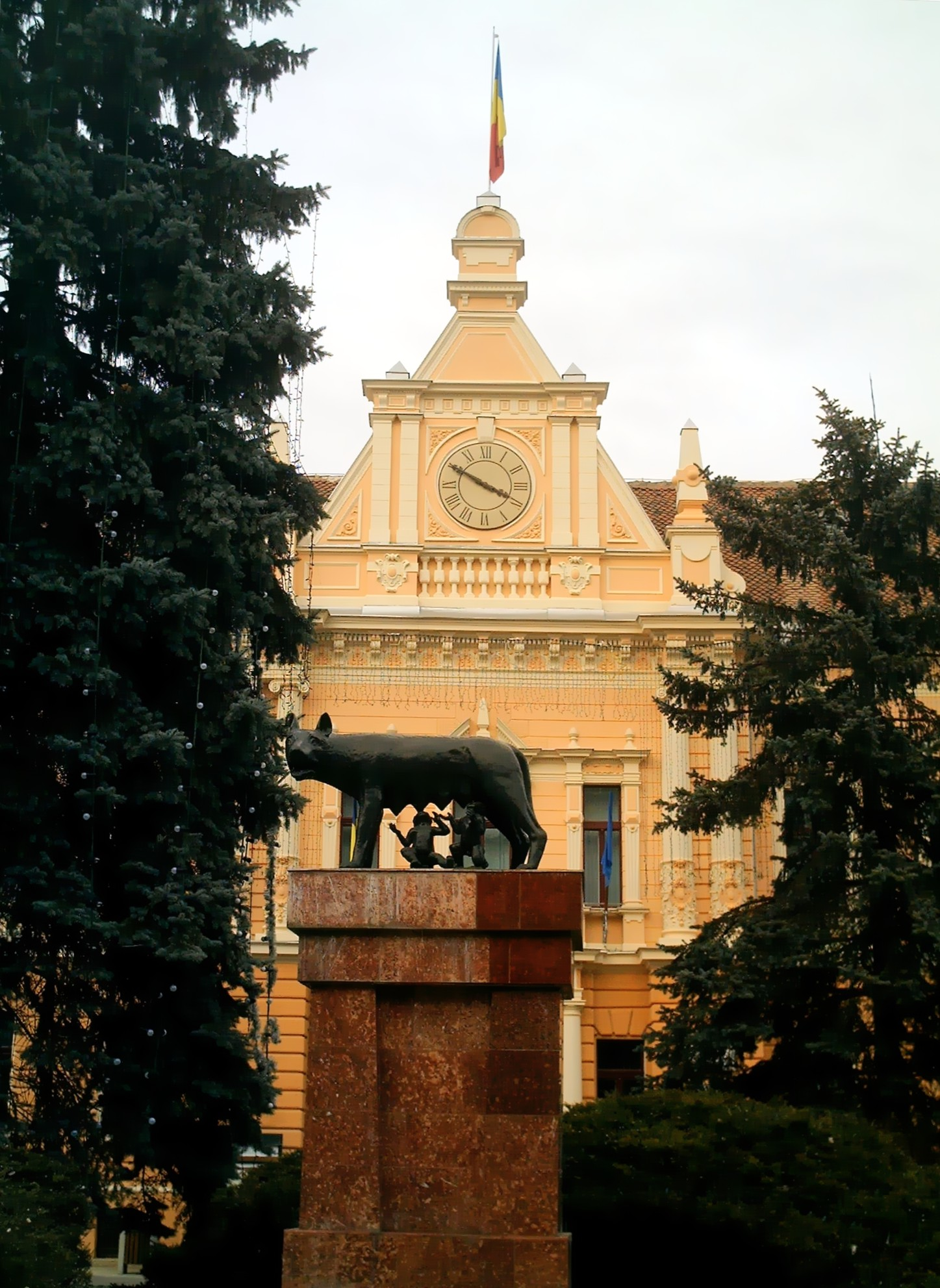
Hôtel de ville de Brașov.

La préfecture et le conseil de județ de Brașov.

Depuis 1918, on a choisi des maires sous administration roumaine dont le premier, Dr. Carol Schnell, jusqu'en 1926, lorsqu'on a commencé l'administration locale en roumain. Pendant la Seconde Guerre mondiale, la ville a eu une administration militaire conduite depuis la capitale.

### Liste des maires
| Nom              | Parti | Parti | Début du mandat | Fin du mandat |
| ---------------- | ----- | ----- | --------------- | ------------- |
| Adrian Moruzi    |       | PNL   | 1992            | 1998          |
| Ioan Ghișe       |       | PNL   | 1998            | 2004          |
| George Scripcaru |       | PNL   | 2004            | 2020          |
| Allen Coliban    |       | USR   | 2020            | 2024          |
| George Scripcaru |       | PNL   | 2024            | 2028          |

| Parti           | Sièges  |
| --------------- | ------- |
| PSD-PNL         | 13 / 27 |
| USR-FD-PMP-UDMR | 11 / 27 |
| AUR             | 2 / 27  |
| Ind             | 1 / 27  |

## Lieux et sites touristiques remarquables
Sa localisation centrale fait de la commune de Brașov un important point de départ pour les touristes roumains et étrangers. D'ici on peut faire des voyages vers la mer Noire, en Bucovine avec ses fameux monastères, en Maramureș, dans les montagnes Carpates, dans la zone des anciennes cités daces qui se trouvent en Țara Hațegului, etc.
La meilleure vue sur la ville se fait depuis la Colline Tâmpa (960 m) que l'on peut rejoindre à pied ou en empruntant la télécabine.

### Centres les plus importants
- Le château de Bran, situé dans les environs. Il n'a pas été construit par Vlad Țepeș l'Empaleur, mais il sert d'attraction touristique pour les amateurs de Dracula en raison de son apparence.
- L'église noire : une église médiévale construite en 1383 et reconstruite en 1477.
- Biserica St-Nicolae : église du XIVe siècle et première école de Roumanie (construction d'un bâtiment).
- Poiana Brașov : station de ski dans les Carpates.

### Musées
- Le Musée d'histoire de la ville de Brașov, se trouve dans la Casa Sfatului
- Casa Mureșenilor
- Le Musée de la première école roumaine, en Șchei, où l'on peut voir le premier livre imprimé en langue roumaine
- Le Musée des Fortifications de Țara Bârsei, aménagé dans le Bastionul Țesătorilor
- Le Musée-restaurant Cetățuia (petite cité), se trouvant dans les anciennes fortifications sur Strajă (Dealul Cetății)
- Les points de musée de la Tour Noire, Tour Blanche et Bastionul Graft
- Le Musée d'Art
- Le Musée d'Ethnographie[19]

### Églises et temples

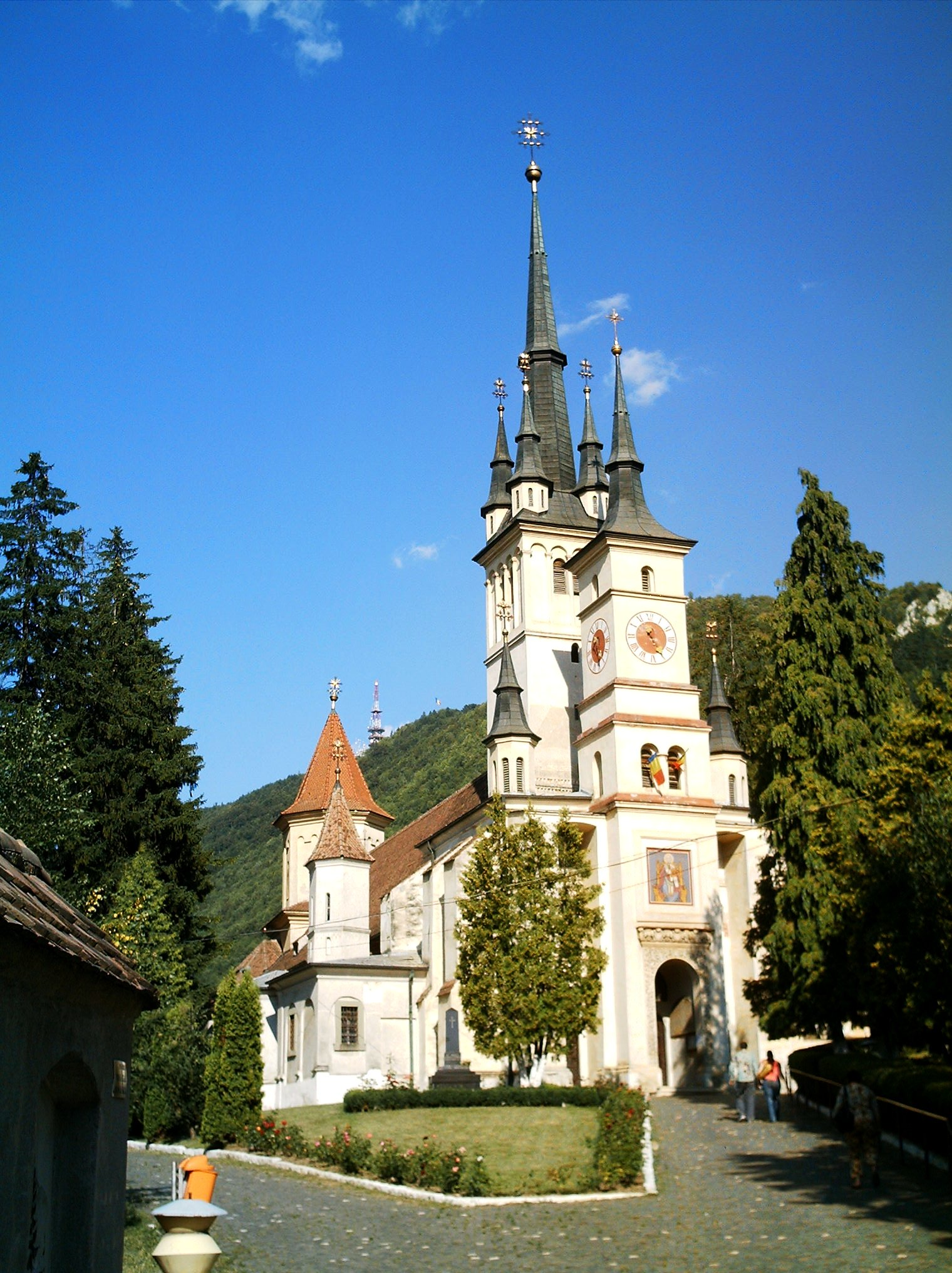
Église Saint-Nicolas.

- L'église noire - construite entre 1377 et 1477 sur la place d'une ancienne basilique romaine
- Église Saint-Nicolas - XIVe siècle
- L'église Saint-Barthélémy[20] - XIIIe siècle
- L'église Saint-Martin depuis Strajă
- L'église Saint-Georges[21], sur un ancien endroit de chasse
- La synagogue de Brașov
- La synagogue orthodoxe de Brașov

On peut visiter les églises fortifiées des villages qui se trouvent aux alentours de la ville de Brașov.

#### Église noire

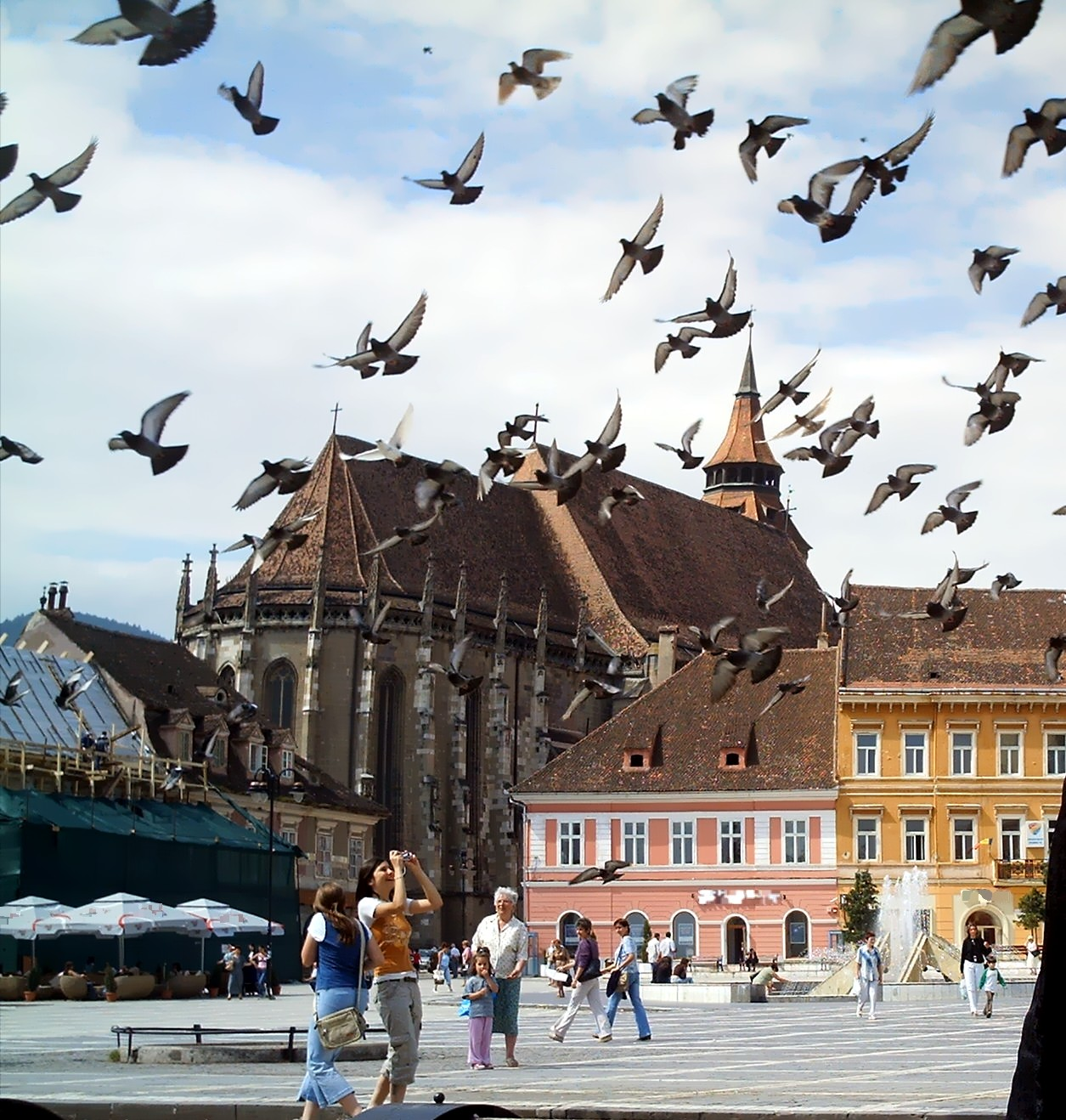
L'église noire de style gothique.

Construite vers 1380 sur le socle probable d'une ancienne chapelle détruite pendant l'invasion mongole en 1241, l'église noire dans le centre-ville en style gothique permet à environ 5 000 personnes d'y entrer.
Elle comprend une cloche de six tonnes qui est la plus grande de Roumanie et le plus grand orgue d'Europe de l'Est avec 4 000 tubes, un des plus anciennes et des plus grandes orgues au monde.
Chaque semaine, il y a un concert d'orgue.

### Autres bâtiments et places
- la porte Catherine, 1559
- la porte Șchei (Poarta Șchei), 1827
- les petits autels de Șchei (Troițele din Șchei) (le plus ancien de 1291)
- l'allée d'après les murs (Aleea După ziduri)
- place du conseil (Piața Sfatului)
- rue de la république (Strada Republicii)
- rue de (la famille des) Mureșeni (Strada Mureșenilor)
- la Promenade sous la Tempe (Promenada de sub Tâmpa)
- Bel-vue (Belvedere)
- Maison des Négociateurs (Casa Negustorilor) - le Pont des Battants ou le Cerf Carpatin (Podul Bătușilor sau Cerbul Carpatin)

### Parcs et réserves naturelles
- le parc Nicolae Titulescu
- le parc le Conseil de l'Europe (Consiliul Europei)
- le parc des Roses (Parcul Trandafirilor)
- le parc du Tracteur (Parcul Tractorul)
- jardin zoologique du quartier Noua (Grădina Zoologică din Noua)
- la Tempe (Tâmpa)
- Poiana Brașov
- Scuarul Berzei, Scuarul Mihai Eminescu
- les Pierres de Salomon (Pietrele lui Solomon)

## Transport

### Transport interne
Brașov a plus de 550 rues nominales, ce qui fait plus de 260 km de longueur, en croissance rapide. Le réseau des rues est bien développé, ayant une illumination électrique la nuit, des feux à tous les carrefours importants, un système de canalisations efficace et un système de plus en plus performant pour éliminer la neige et la glace en hiver. Les voyageurs ont le choix entre des bus, des trolleybus et un nombre important de compagnies de taxi.
À Brașov il y a 46 lignes de bus et de trolleybus. Il y avait jusqu'à récemment une ligne de tramway, mise en fonction le 23 août 1987 (ligne 101). À cause des problèmes relatifs à ce moyen de transport elle a été remplacée par des bus (ligne 8) depuis 18 novembre 2006.
À Brașov il y a sept grandes compagnies de taxi.
Il est possible d'avoir recours à des sociétés de location de voitures. Le réseau routier est bien développé.
Le transport câblé est développé. Il y a une télécabine qui monte sur la Tempe et encore deux autres qui montent depuis Poiana Brașov vers deux des montagnes les plus hautes du massif Postăvaru : Kanzel et Capra Neagră. À Poiana Brașov il y a aussi une télé gondole et six téléskis. Une autre petite télé gondole commence de l'autre côté de la ville.

### Transports ferroviaires
La ville de Brașov possède un des plus importants nœuds de transport ferroviaire et abrite quatre gares : centrale, Bartolomeu, Triaj et Dârste.
- Tronçon Brașov - Predeal - Bucarest,
- Tronçon Brașov - Sfântu Gheorghe - Gheorgheni,
- Tronçon Brașov - Rupea - Sighișoara - Oradea,
- Tronçon Brașov - Făgăraș - Sibiu - Teiuș,
- Tronçon Brașov - Hărman - Întorsura Buzăului,
- Tronçon Brașov - Zărnești - ligne sous concession.

Il y a trois auto-gares avec des micro-bus et des autobus qui font la liaison avec presque tout le pays.

### Transports routiers
- Routes internationales :
  - E 60 Brest - Nantes - Orléans - Auxerre - Zurich - Vienne - Budapest - Oradea - Cluj-Napoca - Târgu Mureș - Brașov - Bucarest - Constanța ;
  - E 68 Szeged (Seghedin) - Arad - Deva - Sebeș - Sibiu - Făgăraș - Brașov.
- Routes nationales:
  - DN 1 Oradea - Sibiu - Făgăraș - Brașov - Bucarest,
  - DN 1A Brașov - Săcele - pasul Bratocea - Vălenii de Munte - Ploiești,
  - DN 10 Brașov - Hărman - pasul Buzău - Buzău,
  - DN 11 Brașov - Hărman - pasul Oituz - Onești,
  - DN 73 Brașov - Bran - Câmpulung - Pitești.

En 2004, ont commencé les travaux pour la construction de l'autoroute de Transylvanie, passant par Bucarest - Brașov - Tg. Mureș - Cluj-Napoca - Oradea - Budapest, qui devrait accueillir la très grande partie du trafic auto de l'est de l'Union européenne. Autour de la commune, l'autoroute empruntera le chemin Predeal - Râșnov - Cristian - Ghimbav - Codlea - Făgăraș. De même, les dernières parties de la rocade de la ville sont terminées, en passant par Dârste - Hărman - Sânpetru - Ghimbav, où se fera la jonction avec l'autoroute.

### Aéroport international

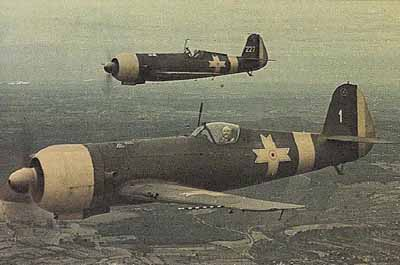
Avion IAR.

En juin 2013, à Ghimbav, les travaux pour la construction d'un aéroport international (Aéroport international de Brașov-Ghimbav) qui desservira Brașov, ont repris. Ronald Weissberger, Canadien né en 1944 à Tărlungeni, à côté de Brașov, a fui le pays au début de la dictature communiste. Il est actuellement président du groupe canadien IntelCan qui est d'ailleurs le seul groupe qui a répondu à l'appel d'offres de construction d'un aéroport international à Brașov. IntelCan s'est retiré du projet qui est porté maintenant par les autorités publiques locales.
Jusqu'à la Seconde Guerre mondiale, il y avait à Brașov un aéroport militaire, à côté des usines d'aviation IAR. Détruit par l'Armée rouge, tout le matériel technique et les avions ont été envoyés en Union soviétique à titre de dédommagement de guerre. Sur la place même des anciennes pistes d'atterrissage se trouve de nos jours la Gare Centrale, ne restant de l'ancien aéroport que la tour de contrôle.

## Relations internationales
La ville de Brașov est jumelée avec :
- Tampere (Finlande) depuis 1989
- Tours (France) depuis 1990
- Győr (Hongrie) depuis 1993
- Rishon LeZion (Israël) depuis 1996
- Holstebro (Danemark) depuis 2005
- Minsk (Biélorussie) depuis 2005
- Trikala (Grèce) depuis 2005

Brașov entretient également des accords de partenariat avec :
- Musashino (Japon) depuis 1992
- Gand (Belgique) depuis 1993
- Leeds (Grande-Bretagne)

Consulats :
- Conseil honorifique du royaume hachémite de Jordanie.

Associations ou réseaux européens dont Brașov est membre :
- Les Rencontres - association culturelle ;
- AVEC  - Alliance des villes européennes de culture (Alianța Orașelor Europene de Cultură) ;
- Énergie-Cites.

## Galerie

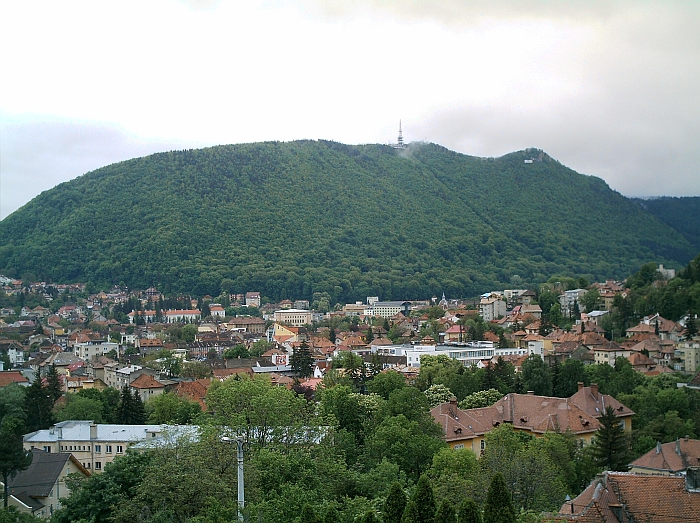
La Tempe avec le centre-ville.
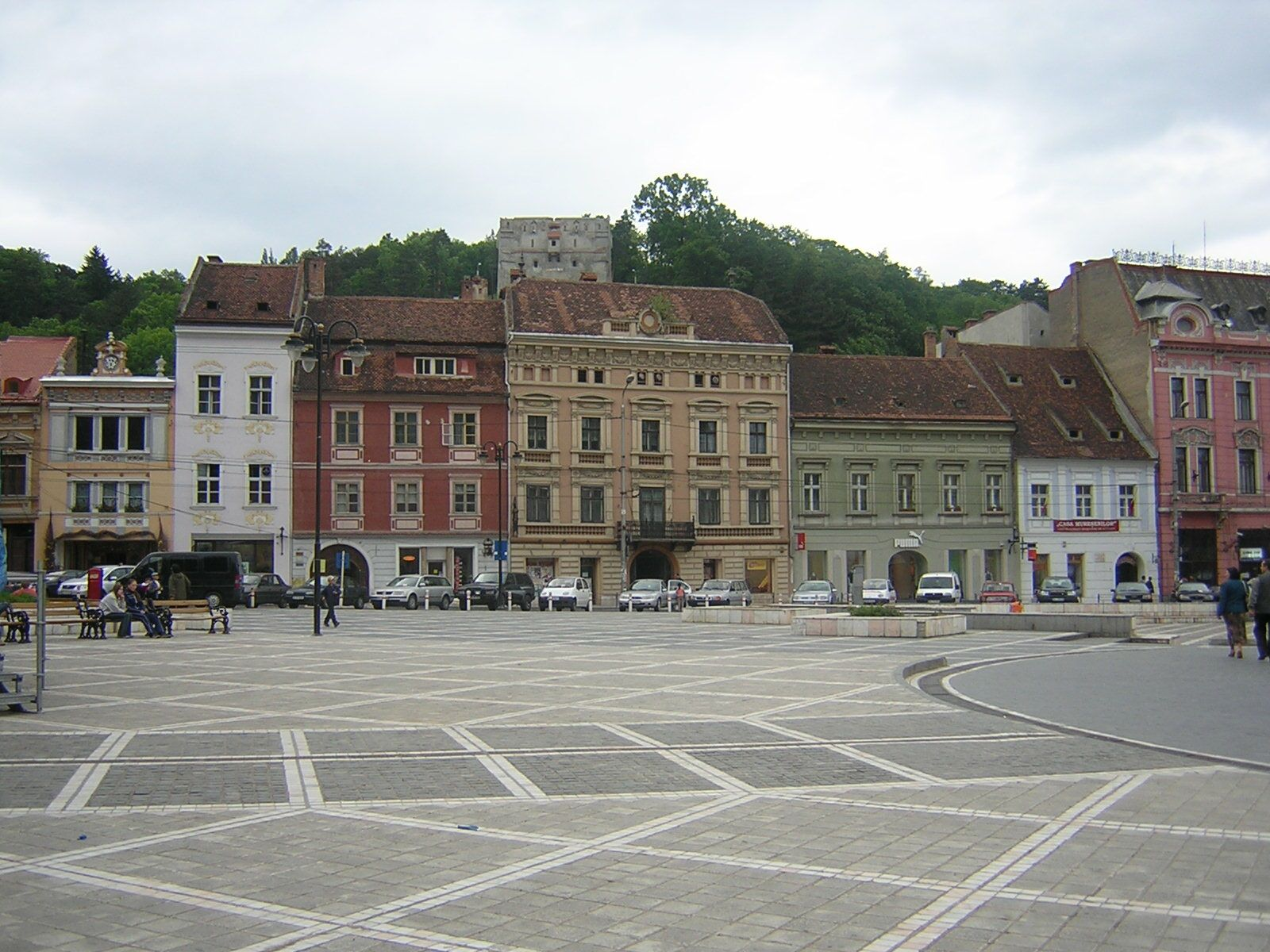
Place centrale de Brașov.
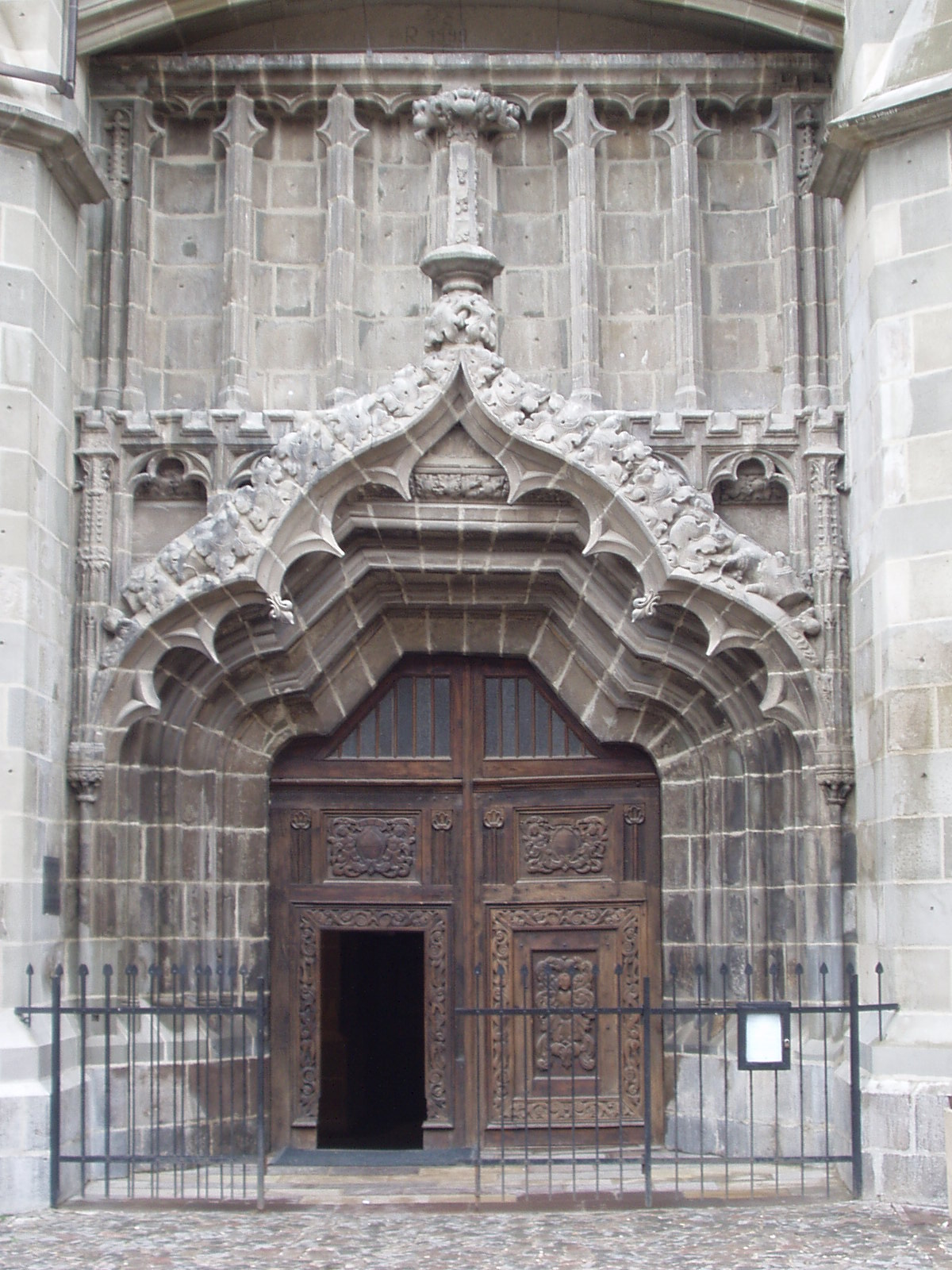
Église Noire.
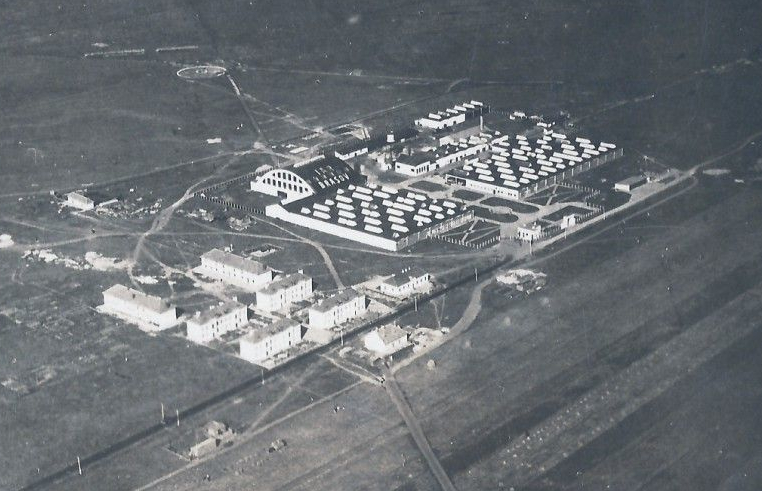
Les usines d'avions IAR en 1940 avant les bombardements.
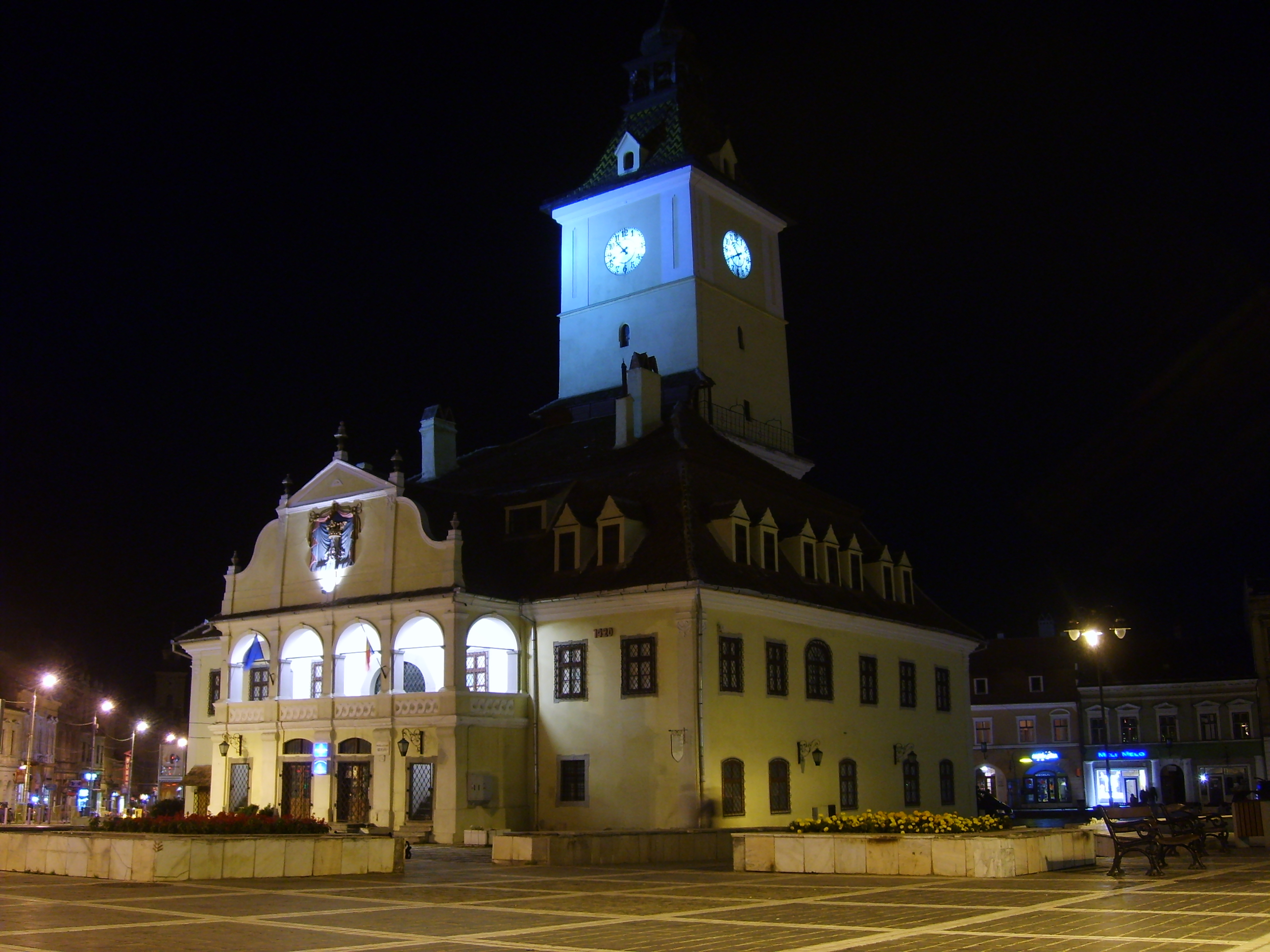
Le bâtiment du conseil municipal, la nuit.